# 羽生結弦
羽生结弦（日语：／ Ha'nyū Yuzuru，1994年12月7日—），日本前男子花样滑冰選手。全日空集團旗下運動員(2013-2022)。曾連續五年世界排名第一（2013－2018），他是目前唯一的男子花滑賽事超級大滿貫得主。擁有二屆冬季奥运（2014、2018）金牌、二屆世界花式滑冰锦标赛（2014、2017）金牌、四屆国际滑冰联盟花式溜冰大奖赛总决赛（2013－2016）金牌、一届四大洲花式滑冰锦标赛（2020）金牌、六届全日本花式溜冰锦标赛（2012－2015，2020－2021）金牌、一屆世界青少年花式滑冰锦标赛（2010）金牌、一屆世界青少年花样滑冰大奖赛总决赛（2009-10赛季）金牌。

被奧林匹克委員會及ISU認同為史上最偉大的花樣滑冰選手之一，羽生是花滑史上首位及目前唯一男子單人滑青年組和成年組主要賽事超級大滿貫（Super Slam）得主。共十九次打破世界紀錄，羽生是國際滑冰總會裁判系統（ISU Judging System）於2018/19賽季前，成年組短曲、長曲及總分的歷史世界紀錄保持者，也是首位於國際比賽中短曲破100分、長曲破200分及總分破300分的選手。2014年19歲的羽生是首位亞洲男子花滑奧運冠軍，也是自1948年迪克·巴顿後最年輕的男子花滑金牌得主。2018年成為自1948及52年迪克·巴顿後首位蟬聯冬奧男單冠軍的花滑選手。在2013-14賽季－2017-18賽季連續54個月積分排名世界第一。羽生是首位在國際比賽中成功跳出後外四周結環跳（4Lo）的選手。
2022年7月19日，羽生正式宣布轉為職業運動員，繼續從事花樣滑冰活動，不再參加競技比賽。紐約時報稱之為「花滑運動一個時代的終結」。
2023年8月4日日本時間23:11分於自己的官方Twitter，宣布結婚。同年11月17日晚間宣布因媒體跟蹤騷擾壓力而決定離婚。

## 教育
- 仙台市立七北田小学校（日语：仙台市立七北田小学校）
- 仙台市立七北田中学校（日语：仙台市立七北田中学校）
- 東北高等學校
- 早稻田大学人间科学部（日语：早稲田大学人間科学部）人間情報科學科e-school課程[34]

2010年成為高一生，就讀東北高等學校（日本著名花樣滑冰運動員本田武史和荒川靜香也曾就讀於同一所高中）。2013年入學早稻田大學（一般入學考試錄取，並非以體育特長入學），因於2012年開始在加拿大多倫多訓練，繼而修讀遠距離教育課程，於2020年9月畢業。

## 主要成績
羽生結弦的重要成績有2014年冬季奧林匹克運動會及2018年冬季奧林匹克運動會兩屆男子花式滑冰冠軍，世界花式滑冰锦标赛兩屆冠軍（2014，2017），国际滑冰联盟花样滑冰大奖赛总决赛四屆冠軍（2013-2016），四大洲花式滑冰錦標賽（2020）冠軍，日本花式溜冰锦标赛六屆冠軍（2012-2015，2020-2021）。他是日本也是亚洲第一位男子花樣滑冰奧運會冠軍，是繼迪克·巴顿（1948，1952）之後最年輕的奧運男子花樣滑冰冠軍及時隔66年蟬聯奧運金牌的選手。他也是繼2002年阿列克谢·亚古丁后第二位單賽季大滿貫得主（2013/2014）。
2007年的全日（Novice）A組獲得第一名，特別出場參加11月全日本青少年錦標賽（Junior）獲得銅牌。一個Novice選手，還未滿13歲的初一生，登上全日青頒獎台，是日本男子選手史上首次。
2008年及2009年的全日青金牌，2009年12月世界青少年花式滑冰大獎賽總決賽（JGPF）獲得金牌，是花滑男單史上最年輕的JGPF冠軍（至2018-2019賽季才被加拿大選手Stephen Gogolev打破）。
2010年3月世界青年花式滑冰錦標賽（JWC）獲得金牌。是日本男子選手史上以初中生身分獲得世青賽金牌第一人。同年秋天升成年組，那時高中一年級，在日本是繼本田武史之後，早早就升上成年組的選手。
2011年2月四大洲花式滑冰錦標賽獲得銀牌，是首次以成年組身分站上國際大賽頒獎台的比賽，同時也是四大洲賽有史以來最年少的得獎者。
2011年11月底GP第二站俄羅斯站獲得金牌，是從2010-2011賽季開始，經過四站GP首次獲得能站上大獎賽頒獎台，並是日本歷史上最年少的男單GP系列冠軍。連同11月初GP第一站中國站第四名的積分累積進入第六名，獲得12月大獎賽總決賽的參賽資格。而首次出戰的總決賽男子選手全都是20幾歲，不到20歲的選手只有剛滿17歲的羽生結弦1人。而以高中生身分成為大獎賽總決賽的參賽選手，在日本男子選手歷史上還是史無前例的。12月的全日錦標賽獲得銅牌，拿到了隔年參加世錦賽的資格。這也是自1998年本田武史之後，日本再次有年紀輕輕便獲得世錦賽參賽資格的男子選手。
2012年3月首次參加世錦賽獲得銅牌，是日本花滑史上最年少的世錦賽男單獎牌得主，而此次世錦賽也是日本男單歷史上第一次在世錦賽的頒獎台上同時升起了兩面日本國旗。
2012年10月GP首站美國站，短曲《巴黎散步道》滑出95.07分，首次刷新短曲世界記錄。2012年11月GP第二站NHK杯，短曲《巴黎散步道》拿到95.32分，再次打破自己更新的世界紀錄。2012年12月參加大獎賽總決賽獲得銀牌，首次站上總決賽頒獎台。
2013年3月世錦賽得到第四名，其實此次羽生賽前相當不順，得了流感導致反覆發燒，能重新上冰後又因心急拼命訓練，左膝受傷，長曲比賽當天早上的公式訓練中，在去年世錦賽時傷到過的右腳踝再次扭傷。不靠著止痛藥根本無法比賽，但使用止痛藥，又會在各方面喪失掉一些細微的感覺而產生影響。於是決定只服用微量的止痛藥勉強忍受疼痛。最後在短曲排第9，長曲拉回第3的情況下，羽生總分排名第四名。加上高橋大輔的排名第六，符合「名次最好的兩名選手的得分相加在13以內」，日本成功獲得了冬奧男單的3個參賽名額。
2013年12月的大獎賽總決賽首次獲得總決賽金牌，且短曲《巴黎散步道》拿到99.84分，第三次刷新世界紀錄。年底的全日本錦標賽再次獲得金牌，此次全日錦標賽是關係到2014索契冬奧會出場資格的比賽。
2014年2月索契冬奧獲得金牌，是亞洲第一位男子花式滑冰奧運會冠軍，同時只有19歲的羽生也是1948年迪克·巴頓之後時隔66年最年輕的男子花式滑冰奧運冠軍。此次短曲《巴黎散步道》第四次打破世界紀錄，拿到101.45分。這也是花滑國際賽事上，史上首次短曲超過100分。2014年3月世錦賽獲得金牌。
2015年11月在国际滑冰联盟花式溜冰大奖赛日本站短曲《第一敘事曲》五破世界紀錄，拿到106.33分。之後的長曲《SEIMEI》拿到216.07分，六破世界紀錄也是羽生首次刷新長曲世界紀錄，同時這也是花滑史上，長曲分數首次突破200分。總分322.4分，七破世界紀錄也是花滑史上總分首破300分。一口氣刷新了短曲、長曲、總分三項的史上最高分。而此次比賽對羽生來說也是意義重大的一場比賽，是時隔多年再次零失誤地滑完長短兩套節目。
2015年12月国际滑冰联盟花样滑冰大奖赛总决赛中，再次打破短节目、自由滑、总分三项世界纪录，締造世界最高分（短节目110.95、自由滑219.48 、总分330.43）。同時也成為了花滑史上男單首位花式滑冰大獎賽總決賽三連霸。
2016年，在国际滑联加拿大秋季國際經典賽中完成後外四周跳（也称后外结环四周，4Lo），成为史上第一位在比赛中完成此动作的選手。 2016年12月大獎賽總決賽，第四次拿到總決賽金牌，同時也成為花滑史上男女單首位花式滑冰大獎賽總決賽四連霸。
2017年世界花样滑冰锦标赛，以223.20分刷新個人保持的長节目世界记录，第十一次打破世界紀錄；2017年加拿大秋季国际经典赛，以112.72分刷新個人保持的短节目世界记录，第十二次打破世界紀錄。（後來新的計分規則於2018-2019賽季開始使用，羽生結弦成為舊規則男單成人組全部的世界纪录保持者。）
2018年平昌冬季奧運會，羽生結弦再次取得花式滑冰金牌，為日本奪下賽會首金，也成為繼迪克·巴顿（1948，1952）之後時隔66年奧運金牌兩連霸的男子花滑選手。賽後國際奧委會宣布此為冬奧會歷史上94年來第1000枚金牌。平成30年7月2日（2018年），授予國民榮譽賞，是最年輕的得主。
2018年在國際滑冰聯盟大獎賽芬蘭站中，在新計分規則下，短節目（106.69）、自由滑（190.43）、總分（297.12）皆更新世界紀錄。也獲得進入成年組第9年來，GP分站賽首站首冠。隨後又在國際滑冰聯盟大獎賽俄羅斯站以110.53的成績再次刷新了自己保持的短節目世界紀錄，亦是個人第十六次突破世界紀錄。也是進入成年組後首次GP兩分站皆拿下冠軍。
2019年3月世錦賽，長曲《Origin》拿到206.10分，是新的計分規則下長曲分數首次破200分。總分300.97分，也是新的計分規則下總分首次破300分。是個人的第十七及十八次刷新世界紀錄。
2020年2月在南韓首爾舉行的國際滑冰總會（ISU）四大洲花式滑冰錦標賽，他於短曲項目重新詮繹平昌冬奧的奪冠曲目的《第一號敘事曲》，以111.82分再一次刷新了自己保持的短曲世界紀錄，第十九次突破世界紀錄。長曲項目，亦同選擇平昌冬奧曲目《SEIMEI》（晴明），最後以第一名拿下生涯首座四大洲花式滑冰錦標賽冠軍，成為花滑史上第一位勇奪主要國際賽事（世界青少年錦標賽、青少年大獎賽總決賽、奧運、世界錦標賽、大獎賽總決賽、四大洲花式滑冰錦標賽）六冠超級大滿貫的男子滑冰選手。

## 賽季

### 前奧運生涯

#### 早期
羽生結弦1994年12月出生於日本宮城縣仙台市泉區，4歲時受姐姐沙綾影響開始接觸滑冰。
在2004-05賽季，他第一次參加全國性比賽日本初級花式溜冰錦標賽B組，獲得金牌。之後家鄉的仙台溜冰場由於財政困難而關閉，導致羽生大量減少訓練時間，影響實力。2005-06賽季，日本初級花式溜冰錦標賽B組獲得銀牌。2006-07賽季，日本初級花式溜冰錦標賽A組獲得銅牌，他因此獲邀參加2006年全日本青年花式滑冰錦標賽，得到第7名。阿部奈奈美教練2006年全日初級組結束後正式成為羽生的指導教練。
仙台溜冰場於2007年3月重新經營。之後他在2007年日本初級花式溜冰錦標賽A組贏得冠軍，被邀請參加2007年全日本青年花式滑冰錦標賽，獲得銅牌。

#### 2008年至2009年賽季
羽生結弦於2008年轉入青少年組，在2008年国际滑冰联盟青少年花样滑冰大奖赛在短節目排名第6名，在自由滑排名第4名，總和第5名 。在国际滑冰联盟青少年花样滑冰大奖赛結束後，他在2008年全日本青少年花式滑冰錦標賽短節目以57.25分排名第4名，在自由滑以124.92分排名首位，總和182.17分拿到金牌。，並獲得2009年世界青年花式滑冰錦標賽參賽資格。
2008年首次參加全日本花式滑冰錦標賽排名第8名。2009年2月，在世界花式滑冰青少年錦標賽短曲項目以58.18分排名第11名，在長曲項目以103.59分排名第13名，總和161.77分排名第12位。

#### 2009年至2010年賽季
在2009-2010年賽季，羽生結弦贏得国际滑冰联盟青少年花样滑冰大奖赛，獲得国际滑冰联盟花样滑冰大奖赛总决赛資格。在2009年日本青少年花樣滑冰錦標賽短節目中排名第1，自由滑排名第2，總成績第一，再次拿到金牌，並獲得2010年世界青少年錦標賽參賽資格。他在2009年國際滑聯青少年大獎賽總決賽獲得金牌，並打破個人最佳成績。之後他在2009年全日本滑冰錦標賽排名第六位。2010年世界青少年錦標賽，他在短節目排名第3名，自由滑排名首位，以個人最佳成績216.10分成為日本第四位男子世界青少年冠軍。

#### 2010年至2011年賽季

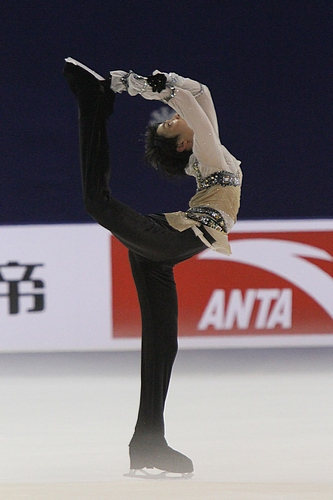
羽生結弦參加2011年國際滑冰聯盟花式溜冰大獎賽加拿大站

羽生結弦於2010年-2011年賽季升組成人組。他於2010年-2011年國際滑聯大獎賽系列參加2010年國際滑冰聯盟花式溜冰大獎賽日本站和2010年國際滑冰聯盟花式溜冰大獎賽俄羅斯站。羽生結弦於成人組首戰2010年國際滑冰聯盟花式溜冰大獎賽日本站短節目以69.31分排名第5位，在自由滑中首次完成後外點冰四周跳，以138.41分排在第四位，總和207.72分排名第4位。在國際滑冰聯盟花式溜冰大獎賽俄羅斯站獲得第七位。在2010-11年的日本花式滑冰錦標賽，羽生結弦短節目排在第二位，但在自由滑表現不佳，獲得第四名。獲得2011年四大洲花式滑冰錦標賽參加資格，最終獲得銀牌，創下個人最佳成績。
2011年日本東北大地震和引起的海嘯襲擊羽生結弦的家鄉，住家房子遭到損壞；地震和海嘯導致冰場的下水管爆裂。他之後在橫濱市與青森縣八戶市訓練，直到2011年7月24日仙台溜冰場重新開放。之後他參與60場溜冰秀，將表演當作訓練。2011年4月，他和其他溜冰運動員參加冰上表演，藉此提高地震受害者的捐助。羽生結弦明白自己肩負仙台的期望。

#### 2011年至2012年賽季

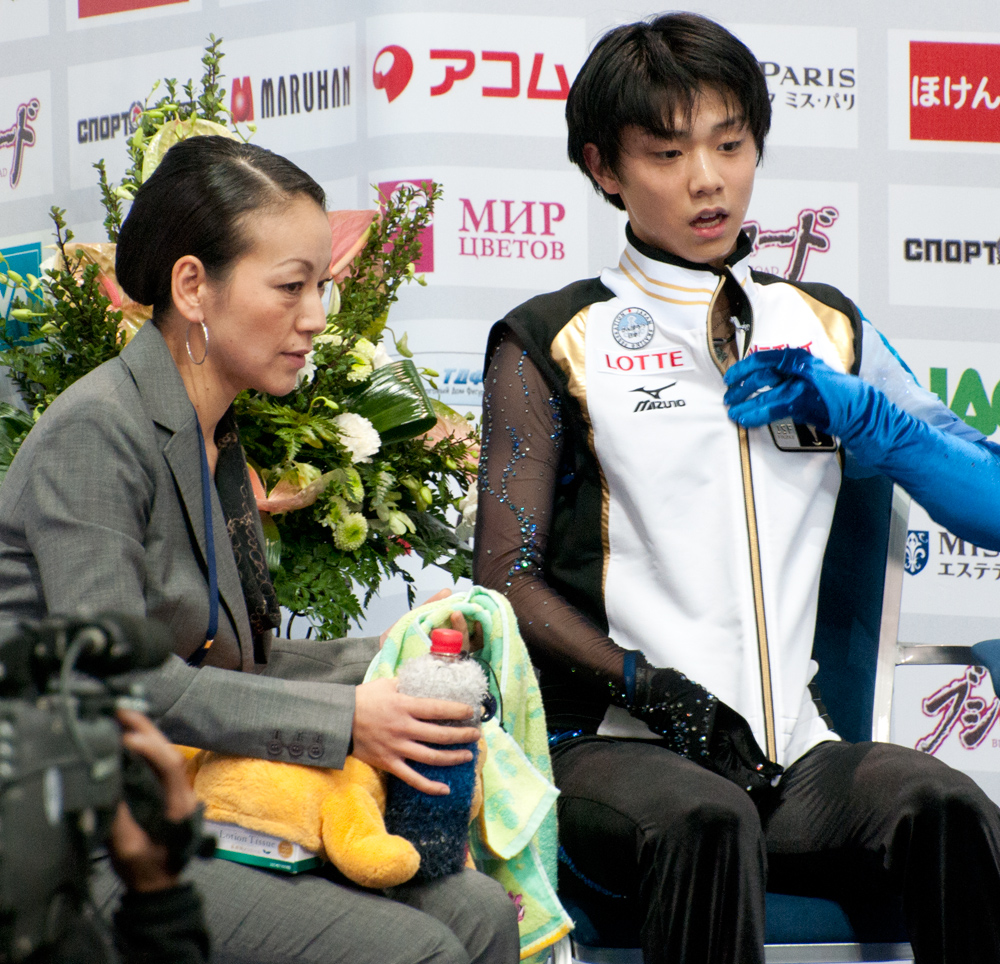
羽生結弦參加2011年國際滑冰聯盟花式溜冰大獎賽俄羅斯站

2011年-12年賽季，羽生結弦在內伯霍恩杯國際花式溜冰賽獲得金牌。他同時在短節目和自由滑奪取首位，總成績為226.26分。2011-12系列大獎賽，他參加國際滑冰聯盟花式溜冰大獎賽中國站和國際滑冰聯盟花式溜冰大獎賽俄罗斯站。他在國際滑冰聯盟花式滑冰大獎賽中國站獲得第四名，然後贏得國際滑冰總會花式滑冰大獎賽俄羅斯站，打破個人成績。羽生結弦因此有資格參加國際滑冰聯盟花式溜冰大獎賽總決賽，並获得第四名。羽生結弦在2011-2012年日本花樣滑冰錦標賽贏得銅牌，得以入選2012年世界花樣滑冰錦標賽日本代表隊。羽生結弦在世界花樣滑冰錦標賽短節目排名第7位，但在自由滑排名第二名。以總成績251.06分獲得銅牌，金牌得主為加拿大陳偉群，銀牌得主為高橋大輔。
2012年4月，羽生結弦移訓加拿大多倫多更換教練為布萊恩·奧瑟。根據報導，他將會時常前往多倫多，繼續在仙台就讀高中。羽生結弦移訓加拿大後，增加冰上訓練時間為每天3至4個小時。他的自傳《蒼之炎》於2012年4月在日本發表，並將所有版稅捐給仙台溜冰場。2012年12月23日，羽生結弦宣佈將從隔年4月進入早稻田大學人間科學部人間情報科學科。

#### 2012年至2013年賽季

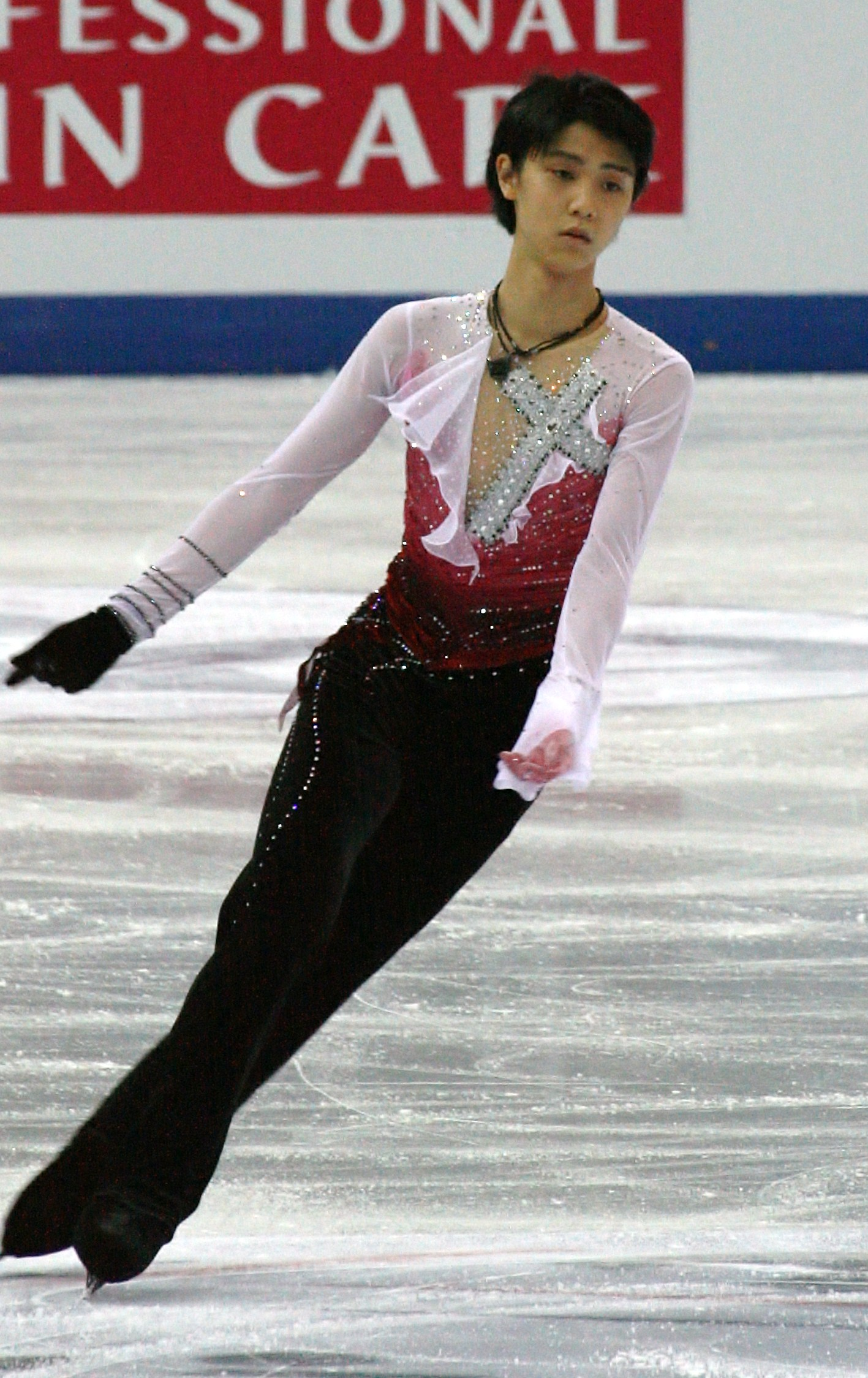
羽生結弦參加2012年國際滑冰聯盟花式溜冰大獎賽總決賽

2012年-2013年賽季，羽生結弦以芬蘭盃作為起點，並贏得金牌。他在自由滑完成後內四周跳、後外点冰四周跳。在國際滑冰聯盟花式溜冰大獎賽美國站的短節目中滑出95.07分，第一次打破世界紀錄，最終獲得銀牌。在國際滑冰聯盟花式溜冰大獎賽日本站短節目中，再次創下新的世界紀錄，拿下95.32分，並贏得金牌。羽生結弦在索契參加國際滑冰聯盟花式溜冰大獎賽總決賽，並獲得亞軍。
2013年1月，羽生結弦在2013年日本花式滑冰錦標賽短節目獲得首位，在自由滑獲得第2名。以總成績261.03贏取生涯首個日本花式溜冰錦標賽冠軍。
他在2013年四大洲花式滑冰錦標賽短節目獲得首位，在自由滑獲得第三名，最終獲得銀牌。羽生結弦在2013年世界花式滑冰錦標賽短節目獲得第九名，在自由滑獲得第三名，總和為第四名。

### 首枚奧運金牌

#### 2013年至2014年賽季 - 奧運會和世界冠軍

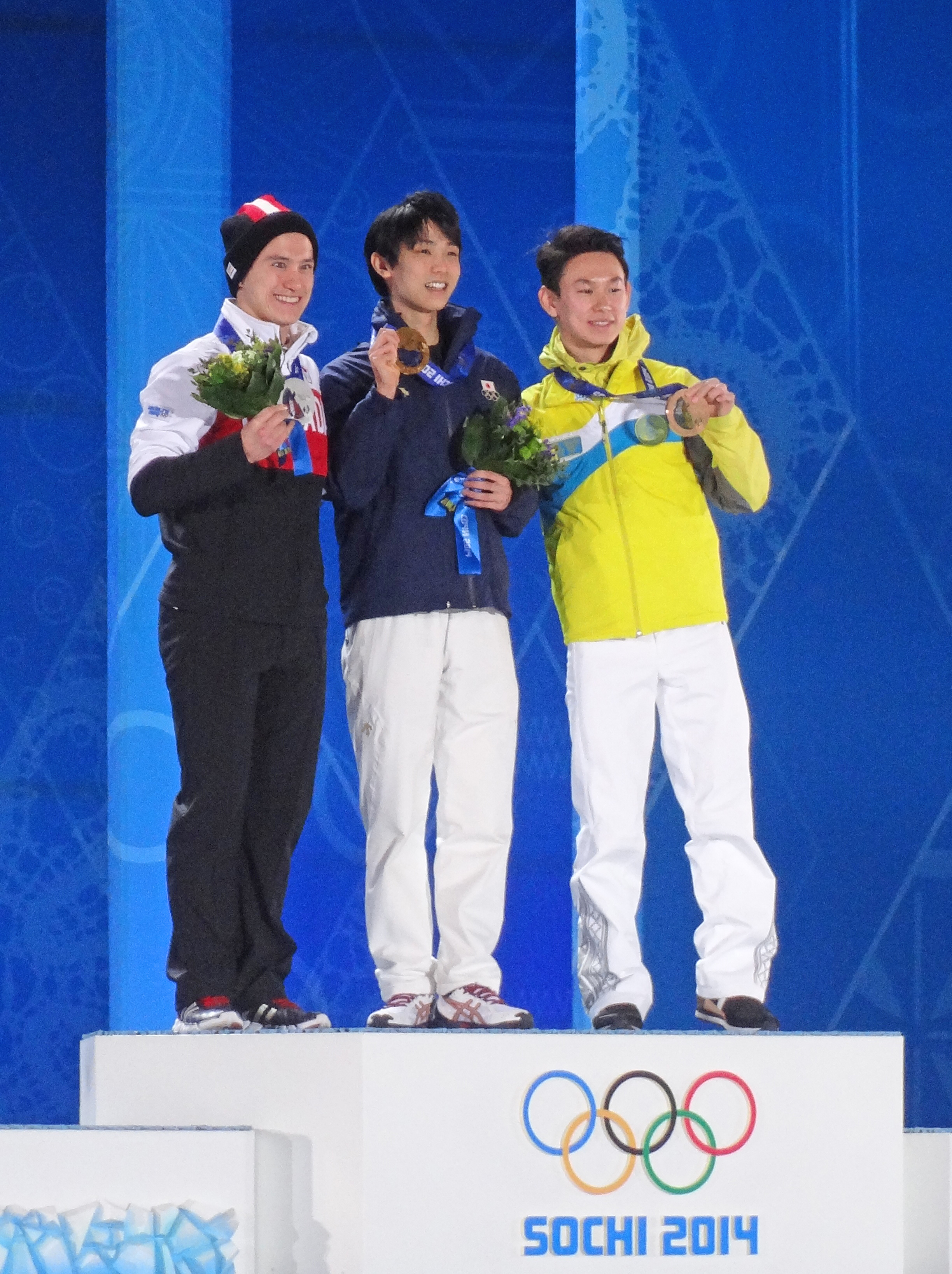
在2014年冬季奧林匹克運動會，羽生結弦成為了首名亞洲男單花樣滑冰選手獲得奧運金牌

延續上個賽季，羽生結弦再度以芬蘭盃作為起點，並成功衛冕金牌。隨後，又分別於國際滑冰聯盟花式溜冰大獎賽加拿大站與國際滑冰聯盟花式溜冰大獎賽法國站贏得銀牌。在福岡國際滑冰聯盟花式溜冰大獎賽總決賽，羽生結弦以99.84分刷新短節目的世界紀錄，最終奪得金牌。
2013年12月，羽生結弦贏取第二個日本花式滑冰錦標賽冠軍，並且在短曲首次打破100分，為103.10分，但不列入正式比賽成績內。隨後參加2014索契冬季奧運會和世界花式滑冰錦標賽日本代表隊。
羽生結弦在2014索契冬季奧運會參加團體賽與個人賽，並於男子單人滑短節目以101.45分打破自己保持的世界紀錄，他是唯一在正式短節目得分超過100分的選手。之後於自由滑獲得178.64分，順利贏得日本首枚男子花式溜冰奧運金牌，以19歲65天成為僅次於1948年冠軍迪克·巴頓、史上第二年輕的男子花式溜冰奧運金牌選手，同時是1998年伊利亞·庫里克奪冠以來首位初次參加奧運就奪金的男單選手。
在2014年3月24日至30日在日本埼玉市埼玉超级体育馆举行的2014年世界花式滑冰錦標賽中，羽生结弦在短节目因失误仅获91.24分，名列第三的情况下于自由滑滑出191.35的高分，成功逆转夺冠。羽生在比赛中282.59的总得分仅超出第二名的町田树0.33分，此次比赛也成为自2004-2005赛季启用现行的判分规则以来世锦赛男子单人滑比赛冠、亚军比分差距最小的一次。
在2013至2014赛季中，羽生结弦夺得了国际滑冰联盟花样滑冰大奖赛、冬季奥林匹克运动会和世界花样滑冰锦标赛三个赛事总决赛的冠军，也成为了继2002年俄罗斯的阿列克謝·亞古丁后，史上第二位在同一赛季实现大满贯冠军的男子选手。他也被东京运动记者俱乐部的滑冰分部以全票通过的方式评选为2013年-2014年赛季的最佳选手。
2014年4月10日，羽生结弦憑藉在2014索契冬季奧運會短节目中取得歷史新高的101.45分（“人类首次”超过100分），与日本女子花滑运动员浅田真央一同获得吉尼斯世界纪录的认证。

#### 2014年至2015年赛季

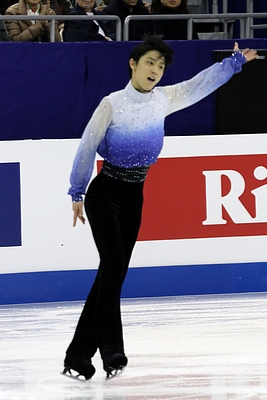
羽生結弦於2015年世界花式滑冰錦標賽

羽生結弦因腰肌筋膜炎缺席兩連冠的芬蘭盃，改於國際滑冰聯盟花式滑冰大獎賽中國站開始自己的新賽季。在11月7日的短曲項目比賽中，最後上場的他演繹了蕭邦的第一號敘事曲。然而由於跳躍出現較大失誤，他未能完成預定的後外點冰4周跳，隨後的連跳也只完成了第一跳，最終獲得82.95分暫列第二。賽後訪問中，羽生也對自己的發揮表達了不滿，稱自己的表現有負教練盛名。次日，長曲項目賽前，羽生參加第二組選手賽前熱身時，與短曲項目名列第三的中國選手閆涵意外相撞，流血倒地，隨後被醫護人員攙扶下場。在返回休息室的途中，他表示「大丈夫、死ぬまで」（沒問題，我到死也會滑）。經過短暫的傷口處理後，他回到場上繼續熱身，並完成了之後的比賽。他的教練布萊恩·奧瑟事後接受採訪時稱「意外發生之後，他（羽生結弦）的神志一度不太清醒，但在醒過來之後，他明確表示要繼續參加比賽。」。在比賽中，羽生結弦摔倒了5次，最終獲得154.60分，以總分237.55分獲得亞軍。在得知最終得分後捂臉痛哭，隨後被扶下場接受護理。次日直接返回日本接受更詳盡的檢查，而缺席頒獎儀式與表演滑。大賽組委會稱兩人的傷情均無大礙。賽後，中日兩國網民均對此次碰撞事件展開了激烈討論，有日本網民對大賽現場的醫療人員配置以及國際滑聯關於選手熱身的有關規定提出質疑。
因為國際滑冰聯盟花式溜冰大獎賽中國站受傷休息了三週，國際滑冰聯盟花式溜冰大獎賽日本站在練習後，決定參加比賽，日本站結果為第四位，本賽季以總排名第六順位進入国际滑冰联盟花样滑冰大奖赛总决赛，最終以總分288.16拿下冠軍並再度刷新個人的賽季記錄。12月25日-28日舉行的日本花式滑冰錦標賽以總分286.86三連霸。然而，羽生由于在赛中感到強烈腹痛，賽後检查發現患有罕見的“臍尿管殘餘症”，進行腹部手術後，進行長達一個半月的靜養。恢復上冰不久後，不幸又扭傷脚踝，再度休息两周。在没有完全恢復的情况下于3月28日参加上海的世界花样滑冰錦標赛。尽管短節目開場的四周跳出現失誤，仍以後程完美的發揮獲得95.20的短節目賽季最高分排名第一進入自由滑，但自由滑中開場的两个四周均失誤，最后長節目獲得175.88，總分271.08惜敗給同門師中哈維爾·費南德茲，取得亞軍。
4月16日在日本東京舉行的花滑世界團體賽中，羽生個人的短節目和自由滑均為男單第一，為日本隊赢得24分，日本隊最終獲得團體銅牌。這場比賽的表演滑中，羽生無失誤的上演了完整的巴黎散步道並在終場跳出了4Lo，為這個艱難多災跌宕起伏的賽季畫上完美的句號。

#### 2015年至2016年賽季

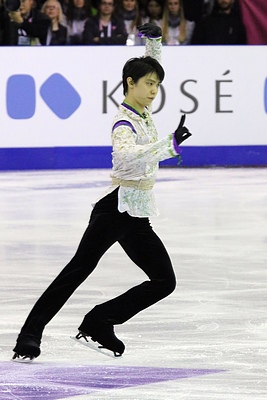
在2015年国际滑冰联盟花样滑冰大奖赛总决赛，羽生結弦打破了短節目、自由滑和總分的世界紀錄

2015年羽生选择了10月13日在加拿大巴里举办的一场B级赛事国际滑联加拿大秋季國際經典賽作为热身赛。
在比赛中，虽然长短节目的四周跳均有失误，但仍以短节目93.14，自由滑184.05分的总分获得冠军。
在接下來10月31日在加拿大萊斯布利奇舉辦的国际滑冰联盟花样滑冰大奖赛加拿大站的比赛中，
羽生继奥运赛季后再一次和陈伟群同场竞技。
但是在短节目中，后半的后外点冰四周跳空成两周，同时在之后的勾手三周跳时落冰不佳导致后接的后外点冰三周跳成两周，由于违反规则导致两跳均为零分
，短节目结束后出人意料的排名第六。但是在第二天，他顶住压力，自由滑获得186.29分逆袭到第二名，惜败陈伟群。
在2015年11月27日国际滑冰联盟花样滑冰大奖赛日本站长野举办的的NHK杯中，
羽生结弦大胆改变短节目构成，在短节目中加入两个四周跳，挑战新难度，并漂亮的完成挑战。
短节目中，他再次以106.33的高分打破自己在索契冬季奥运会上创造的短节目记录；
而在次日11月28日的长节目比赛中，他高质量的完成了每一个跳跃并展现了完美的演技，征服了所有的观众和评委，获得了不可思议的216.07的自由滑高分，
将原本由陈伟群保持的记录提高了19.32，总分也将世界男子花滑带入了三百分时代，以322.40的总分打破了原本陈伟群保持的记录并大幅提高了27.13分。这是载入花滑历史的一天。
2015年12月10日国际滑冰联盟花样滑冰大奖赛总决赛再次在巴塞罗那举行，羽生以总成绩第二的身份进入决赛。首日的短节目，在其他选手失误不断的情况下，羽生结弦再次以异常完美的惊人表现打破了两个星期前刚刚由自己创造短节目世界纪录，短节目中，他的后外点冰四周跳连跳和后内四周跳均获得了满分的动作执行分，其他所有跳跃旋转步伐也都获得了高分，技术分达到了61.81，而对节目的演绎，复杂的步伐编排，完美的艺术表现也得到了裁判的肯定，内容分达到了49.14分，总分110.95分，超过自己创作的原世界纪录4.62分，以短节目第一的身份进入到第三天的自由滑比赛。自由滑中，前面出场选手均有出色发挥，羽生结弦在压力下最后出场，并奉献了又一场历史性的表演，在本场比赛中，他的后外点冰四周跳，后内四周跳和阿克塞尔三周跳均获得满分加分，而节目内容分更是史无前例的获得了裁判总共24个10分的评价，最后获得219.48分（技术分120.92，内容分98.56），再次打破自己创造的世界纪录。羽生结弦最后以总分330.43分，拿下金牌，达成大奖赛三连霸的成就，也是第一个完成这项成就的花式滑冰男子运动员。在这次比赛中，无论是各分项分还是总分，均为花滑历史最高点。
2015年12月25日日本花样滑冰锦标赛在日本北海道札幌举行，虽然在短节目和长节目中，羽生均出现四周和三周的失误摔倒，但仍以短节目102.63，长节目183.73，总分286.36，领先第二名近20分的分差获得冠军，实现全日时隔29年的四连霸。
2016年3月30日世界花样滑冰锦标赛在美国波士顿举行。羽生在当晚的短节目比赛中发挥，无失误的完成节目，又一次取得了110.56的高分以领先第二名12分的优势进入自由滑。但是在4月1日自由滑中，羽生开场的四周跳扶冰，后半的四周摔倒导致连跳失败，擅长的三周半连跳也发生失误，最后的勾手三周跳也扶冰，发挥极度失常，自由滑仅获得184.64，败给自由滑完美发挥的哈维尔·费南德兹，以总分295.17再次饮恨获得银牌。
在赛后羽生被检查出左脚脚背韧带损伤，并放弃回国在训练地加拿大进行治疗。

#### 2016年至2017年賽季

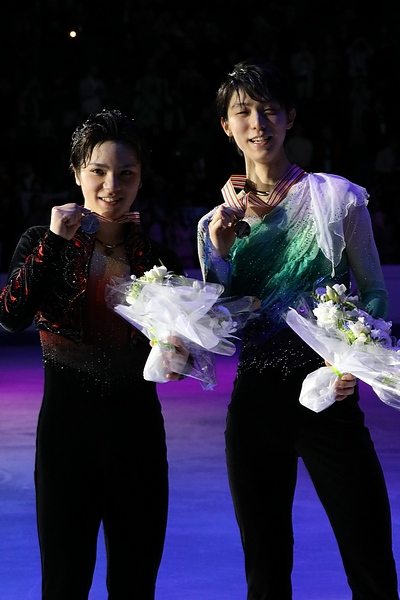
羽生結弦和宇野昌磨於2017年世界花式滑冰錦標賽

2016年羽生连续第二年选择加拿大秋季國際經典賽作为热身赛。也是从四月份治疗伤势以后，首次正式出现在滑冰赛场。在9月30日的短节目的比赛中，第一次披露了本赛季的短节目，Prince的《Let's Go Crazy》，并以白衣白裤紫色马甲的服装向已故的Prince致敬。且在比赛中，羽生结弦以高品質完成后外结环四周高难度跳跃，是史上首位在比赛中成功完成此动作的運動員，并获得国际滑冰联盟认证。虽然后面的四周连跳出现失误，但仍以88.30分名列短节目第一进入自由滑比赛。在10月1日的自由滑比赛中，表演了同样是本赛季首次披露的根据久石让钢琴曲剪辑的作品《Hope & Legacy》，并在节目开始部分再次成功完成后外结环四周跳。虽然在节目后半段中，羽生出现摔倒等失误，最后仍以172.27分获得自由滑第一，总分260.57获得新赛季首个冠军。
本赛季羽生依旧选择10月28至30日在加拿大密西沙加举办的国际滑冰联盟花样滑冰大奖赛加拿大站作为自己的大奖赛赛事第一站。在首日的短节目比赛中，开场的后外结环四周跳发生失误未能成功落冰，而之后的后内四周跳接后外点冰三周连跳也发生失误，以短节目第四的身份进入到第二天的自由滑。在自由滑中，羽生虽然依然发生了后外结环四周和后内四周连跳的失误，但精彩的完成了其他所有动作要素，以183.41位列自由滑第一，总分263.06获得银牌。在第三天的表演滑中，羽生身着白色服装亮相，表演了本赛季的表演滑曲目《Notte Stellata》，获得好评。
本赛季羽生结弦的第二场大奖赛赛事依然是2016年11月25日至26日国际滑冰联盟花样滑冰大奖赛日本站在札幌举办的NHK杯。在首日的短节目比赛中，羽生結弦將原先白底的表演服換成紫底，並讓服裝在某些特殊角度下能呈現藍綠的漸層色，虽然开场的后外结环四周跳由于起跳过猛轴心偏移落冰时步伐滑出，但非常漂亮的完成了后内四周接后外点冰三周连跳，节目后半的阿克塞尔三周半也是获得了满分的执行分，本赛季首次短节目突破一百分，以103.89分领先第二名15分多进入到第二天的长节目。长节目中，羽生结弦成功的完成了大奖赛赛事历史上的第一个后外结环四周跳，虽然在后半的后内四周接后外点冰三周跳中摔倒，但隨後將原本的阿克塞尔三周跳接後外點冰兩周跳改接成三周，並成功的完成了剩下的跳跃，辅以以优美的滑行和丰富的衔接获得了较好的节目内容分，总分197.58分位列自由滑第一。最终以本赛季首次突破了总分300分大关的成绩蝉联了NHK的冠军。
2016年12月8日至11日在法国马赛举办了2016年度的国际滑冰联盟花样滑冰大奖赛总决赛。在首日的短节目比赛中，羽生结弦开场的后外接环四周跳虽然稍有瑕疵但落冰有效，并且再次几乎完美的完成了后内四周接后外点冰三周跳，后半高难度进入的阿克塞尔三周跳也获得了高分，步伐旋转定级全四，获得了106.53的历年短节目第三高分。（至此短节目的历史前五名高分全部由羽生结弦所创造）。短节目之后羽生结弦领先第二名陈伟群将近8分的成绩进入到自由滑当中。但是自由滑第四个出场的羽生结弦虽然在前半成功的完成了后外接环四周跳，后内四周跳等三个跳跃，依然在后半的后内四周接后外点冰三周跳中摔倒，失去了连跳的分数，并且受此影响在后面的体力略有不足，相继发生失误，阿克塞尔三周跳接后外一周接后既定三周只接了两周，最后的勾手三周跳成一周，仅获得187.37的分数，位列自由滑第三，总分第一。但是其后出场具有夺冠可能的陈伟群和哈维尔·费南德兹均出现更重大失误，退出奖牌争夺。最终羽生结弦依靠短节目的巨大优势和相对稳定的两场表现总分293.90，第四次夺取总决赛冠军，完成历史上男女都无人达成过的国际滑冰联盟花样滑冰大奖赛总决赛四连霸。
2016年12月21日，由于连续一周的流感以及导致的咽喉炎并发症和持续发烧，羽生结弦通过冰协表示歉意并公布缺席将于12月22日开始的全日锦标赛，也遗憾的将失去卫冕全日五连霸的机会。但由于他是世锦赛奖牌得主且GPF成绩、世界排名和个人赛季最佳成绩都满足要求，获得参加2017年世锦赛和四大洲比赛名额的资格。
2017年羽生结弦参加了2月14日到19日在韩国江陵举办的奥运前哨测试赛四大洲花样滑冰锦标赛。在2月17日举行的短节目比赛中，羽生结弦漂亮的完成了后外结环四周跳，但是随后的后内四周接后外点冰三周跳空成两周接三周，虽然继续高质量的完成了后半的阿克塞尔三周跳并获得全场最高的节目表演分，由于连跳的失误以97.04分落后第一名陈巍六分多差距排名第三进入2月19日的自由滑。在自由滑比赛中，羽生结弦前半的跳跃均成功完成，然而后半的后内四周接三周跳再次发生失误，跳空成两周接后外一周。为了挽回失误，羽生结弦在此后的节目中，做了惊人的临场构成改动，增加了一个后外点冰四周连跳，并将最后一个跳跃由勾手三周改成阿克塞尔三周跳，并且每个跳跃都成功完成，获得了自由滑的全场最高分206.67。但是由于短节目的分数劣势和自由滑最后出场的陈巍获得了裁判认可的较为稳定的发挥，没有能够实现总分反超，第三次获得了四大洲花样滑冰锦标赛的银牌。
2017年的世界花式滑冰锦标赛于3月29日至4月2日在芬兰的赫尔辛基举行。在首日的短节目比赛中，羽生结弦出色地完成了后外结环四周跳和后半的阿克塞尔三周跳，但是在后内四周连跳的时候由于落冰时候浮腿触冰被裁判认定连跳无效，并且由于在开场时准备时间超过30秒而违规扣去一分，在其他选手都发挥较为稳定的情况下以98.39分排名第五的不利位置进入四月一日的自由滑比赛。在自由滑最后一组第一个出场的不利签位下，羽生结弦顶住压力，呈现了一场完美无瑕的伟大表演，所有的节目要素和动作均毫无瑕疵，在裁判较为保守的打分下依然打破了由自己保持的自由滑最高分纪录，获得了223.20的成绩，并依靠自由滑的高分总分大逆转，最终继2014年之后第二次获得了世界花样滑冰锦标赛的冠军。
2017年4月20日至4月23日羽生结弦参加了在日本东京举行的世界花样滑冰国别对抗赛作为16-17赛季的收官战。该赛事不计算个人总分，而是将各个分项名字计入总分得到团队总分计算成绩。在首日的男子短节目比赛中，羽生结弦开场的后外结环四周跳跳空，随后的后内四周跳扶冰并且没有连跳，发生严重失误，最后仅获得83.51得到第七名为日本队取得6分。但是在第二天的男子长节目比赛中，羽生结弦再次在压力之下展现非凡实力，虽然第二个后内四周被冰坑影响起跳失败，但是在后半完成了三个四周跳（一个后内四周，两个后外点冰四周），并且其中有一个后外点冰四周接后外结环一周半接后内三周的夹心跳。从而成为首位在比赛中，长节目后半完成三个四周和首位完成四周夹心跳的选手。最终在长节目中，羽生结弦再次获得了超过两百分的成绩（200.49）并且获得男子长节目第一名，为日本队取得12分。最后羽生结弦所在的日本队其他男女队员均表现出色，获得团体冠军。

### 第二枚奧運金牌

#### 2017年至2018年賽季

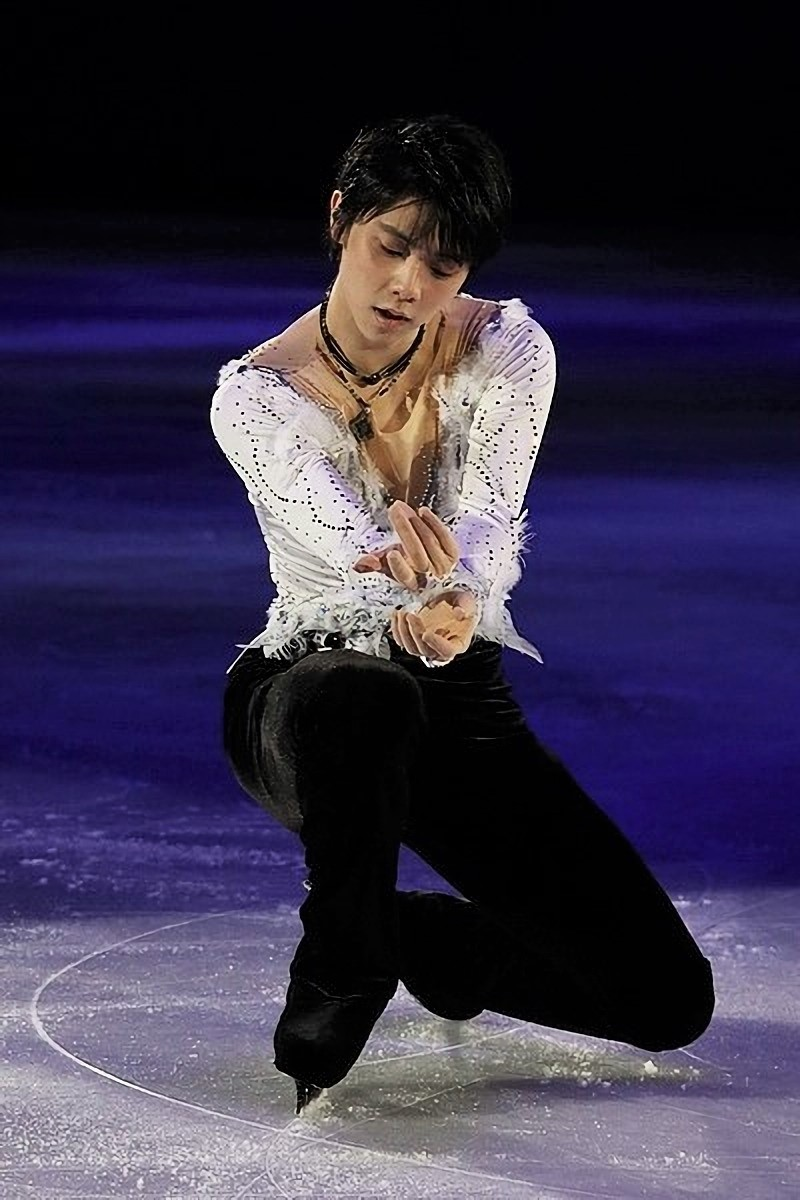
羽生的表演滑於2018年冬季奥林匹克运动会

2017年9月21日至9月23日，羽生继续将加拿大秋季國際經典賽作为首场热身赛。但是在赛前一周，由于右膝有不适疼痛感，根据教练透露，羽生赛前停训长达一周，并且在此次比赛中将回避使用右膝起跳的后外结环四周跳而降低长短节目配置以起到保护作用。虽然有身体因素影响，在当地时间22日的短节目比赛中，尽管降低配置，羽生结弦几乎完美地完成了开场的后内四周跳和节目后半的阿克赛尔三周跳以及后外点冰四周连跳，以112.72的总分再次刷新了本人保持的短节目记录并且取得了巨大的领先优势。然而在第二天举行的场节目比赛中，由于临赛前改变了节目构成，影响了比赛临场发挥，羽生结弦在五个跳跃中都发生了严重失误，只取得了155.52的成绩，最终取得了第二名。
2017年10月20日至10月22日，羽生结弦参加了本赛季的首场大奖赛赛事国际滑冰联盟花样滑冰大奖赛俄罗斯站的比赛。在首日的短节目中，开场的后外结环四周跳由于落冰不佳和周数略有争议，被判存周，在节目的后半虽然再次完成了难度进入完美的阿克赛尔三周跳，但其后的后外点冰四周连跳在落冰时发生罕见失误摔倒，因此短节目只获得了94.85分，落后第一名近6分进入自由滑比赛。在第二天的自由滑比赛中，羽生结弦顺利完成了他自己的第一个比赛中的勾手四周跳并获得正执行分，但是其后的后外结环四周跳空成三周，后半的后内四周连跳由于落冰不稳没有接上连跳，原本的后外点冰四周夹心跳也空成两周，在不利情势下，羽生结弦在原本的后外点冰四周跳后补上三周作为连跳，并且紧接着完成了一个阿克赛尔三周连跳和一个阿克塞尔单跳。由于良好的跳跃执行和难度编排，在自由滑中以195.92排名第一。但是由于短节目的劣势，总分290.77以微小劣势屈居亚军。
2017年11月初，羽生结弦预定将于10日至12日举行的本赛季第二场大奖赛赛事国际滑冰联盟花样滑冰大奖赛日本站。在7日抵达日本大阪后，由于8日发烧未能参加练习，而在9日身体状况不完备的情况下在尝试跳勾手四周跳落冰时，发生意外摔倒并受伤，在经过一夜的治疗和诊断后，确认为右脚关节外侧韧带损伤，退出本场比赛，中断了NHK三连霸的进程，也因为缺席本场比赛，遗憾地无法參加大奖赛总决赛，失去了可能达成五连霸的机会。
2017年12月18日，因为NHK练习中右脚脚踝的伤情仍处于恢复中，羽生结弦宣布缺席将于21日开幕的日本花样滑冰锦标赛。虽然此次比赛是奥运选拔赛，但由于羽生结弦在之前的赛事中的世界排名第一，世锦赛冠军以及大奖赛的成绩，在日本锦标赛结束后，正式宣布入选日本奥运代表队，将出战明年的平昌冬奥会和米兰世锦赛。
2018年2月9日至25日，羽生结弦参加了在韩国平昌郡江陵举办的2018年冬季奥林匹克运动会。由于右脚踝尚在恢复之中，他缺席了于2月9日举行的团体赛。在缺席赛场三个月之后，于2月11日抵达江陵，参加2月16日，17日的男子个人赛。在首日的短节目中，他完美完成了后内四周跳，阿克赛尔三周半跳以及后外点冰四周接三周连跳三个跳跃，得到了111.68分，以领先第二名四分的优势进入自由滑。在17日举行的自由滑中，羽生结弦根据自己的伤情，设定了新的跳跃构成并发挥稳定，开场的后内四周和后外点冰四周都取得了满分的执行分。虽然在后半的后外点冰四周跳以及最后的勾手三周跳中有少许失误，但整体表演气势如虹，流畅优美，瑕不掩瑜，最终获得了206.17的高分。总成绩317.85,领先第二名11分多的优势获得金牌，成功卫冕奥运冠军，也是时隔66年繼迪克·巴顿之后首位获得奥运两连霸的选手。賽後國際奧委會宣布此為冬奧會歷史上94年來第1000枚金牌。
在获得奥运冠军后，羽生结弦表示，其右脚踝仍未痊愈，在依靠止痛药的帮助下才能完成训练和比赛，并表示之后将首先对伤情进行进一步治疗，并表明自己的下一个目标是挑战阿克赛尔四周半跳跃。
2018年3月7日，羽生结弦通过日冰协宣布，根据医生诊断，其11月初的摔倒导致了右脚关节外侧韧带损伤、腓骨肌腱损伤，仍需要2周静养及三个月的恢复治疗，因而将缺席米兰世锦赛。

#### 2018年至2019年賽季

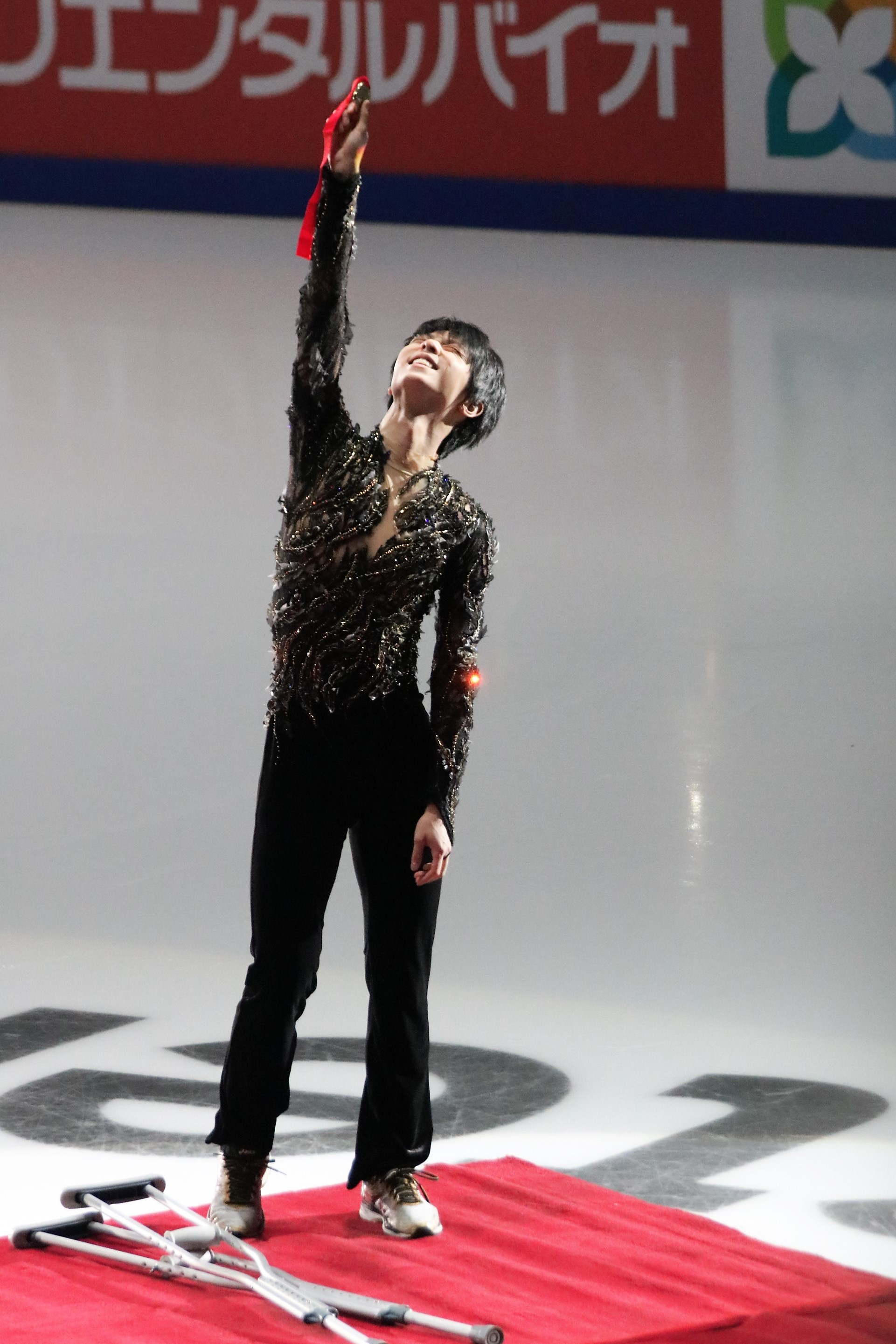
羽生結弦參加2018年国际滑冰联盟花样滑冰大奖赛俄罗斯站的頒獎典禮

2018年9月19日至9月22日，经过了平昌卫冕后对右脚踝继续进行的复健治疗，羽生结弦在加拿大的奥克维尔举行的加拿大秋季國際經典賽迎来了7个月后的复归战，也初步展示了本赛季的长短两个新节目。首日的短节目是根据约翰尼·威尔曾经使用过的曲目改编的《Otoñal》（秋日）作为配乐。比赛中，虽然最后一个后外点冰四周接三周连跳稍有瑕疵，但三个跳跃基本成功，意外在旋转中由于卡冰出现了小跳失误导致一个旋转无效失分较多，最终以97.74获得短节目首位进入第二天的比赛。第二天的长节目是根据叶甫根尼·普鲁申科曾用曲目改编的《origin》（起源）。比赛中前半的后外结环四周跳和后外点冰四周跳顺利完成，但是在节目后半段，由于体力等原因，在后内四周连跳和后外点冰连跳中均发生失误，在旋转上也有失分， 最终获得了165.91分，虽然长节目位列第二，由于短节目优势，总分263.65第一，取得本赛季的首场胜利。
2018年11月2日至11月4日，羽生结弦应邀参加了国际滑冰联盟花样滑冰大奖赛芬兰站，这也是芬兰临时接替中国首次举办大奖赛赛事。首日的短节目，羽生结弦发挥出色，先后完成了流畅的后内四周跳和难度进出的阿克赛尔三周半跳，后半的后外点冰四周跳接三周虽然步伐滑出，但仍获得了正的执行分和较高的表演分，以106.69分取得了新规则下的目前本季短节目最高分，大幅领先第二名进入到次日的自由滑。虽然在自由滑中，因为冰面不佳等因素，羽生结弦在开场的四周后外结环四周跳和后半后外点冰四周跳中落冰不佳，被判存周，但基本无摔的完成了大部分跳跃配置，尤其是在后半，首次完成了后外点冰四周跳接阿克赛尔三周半的连续跳跃（区别于联合跳跃，其技术分有所打折），再一次显示了非凡实力。最终以190.43同样打破本季长节目目前最高分，也因此以总分297.12获得了本站第一，同时也是本季总分最高分。这是羽生结弦进入成年组以来第一次大奖赛首战获胜。
2018年11月16日至11月18日，羽生结弦再次来到国际滑冰联盟花样滑冰大奖赛俄罗斯站，在赛季之初羽生结弦就表示俄罗斯对于他和花滑的结缘有很大的影响，他非常期待在俄罗斯站能够完成他回归初心的致敬心情。首日的短节目，羽生结弦不负众望，除了在后外点冰四周跳接三周跳的时候轴略有不稳落冰稍有瑕疵，开场的后内四周跳和阿克赛尔三周半跳都几近完美，优雅的旋转和在观众欢呼声中梦幻的步伐更是让节目超越了比赛的境界。最后节目获得了高技术分和高节目内容分，达到了总分110.53，打破了自己14天前获得的最高分，领先第二名超过20分进入自由滑。但是在自由滑开始前五个小时的公开训练中，羽生结弦在合乐練習的首个跳跃后外结环四周跳中，不慎摔倒受伤，受伤部位正是去年曾有过旧伤的右脚踝，之后的练习中羽生结弦没有任何跳跃而是提前结束了练习，并立刻采取了冰敷等手段返回酒店休养。自由滑第一组开始后，羽生结弦再次出现在比赛场馆开始热身活动，解除了关于他是否退赛的疑问，决定参加自由滑。带伤上场后，虽然羽生结弦改变了构成，降低了难度，但是依然非常出色的完成了开始后内四周跳和后外点冰四周跳两个四周跳，这两个跳跃获得了几乎满分的执行分，甚至在后半落冰了一个后外点冰四周接后外结环一周半接后内三周。虽然由于伤情的困扰，最后的两个原本擅长的阿克赛尔三周半跳跃一摔一空，但整个节目仍然获得了较高的技术分和全场最高的节目内容分，以167.89获得了自由滑的第一名，同时总分278.42带伤夺取了俄罗斯站的冠军。这也是羽生结弦进入成年组以来第一次大奖赛兩分站都獲得冠軍優勝。 在赛后的新闻发布会和第二天的颁奖仪式上，羽生结弦拄拐出席，并表示17日的韧带伤根据医生的诊断是需要三周静养，但自己因为这个节目和自己的花滑对于俄罗斯的渊源，虽然会导致伤情恶化仍决定带伤出战的原委。此战过后，两站夺冠积30分也是羽生结弦成年组以后首次大奖赛两连胜获得了总决赛的资格。赛后，根据日本滑冰联盟通报，羽生结弦右脚踝初步的伤情诊断为“前下胫腓韧带损伤”，“三角韧带损伤”以及“腓骨筋腱损伤的可能”，需要首先静养三周，可能将缺席总决赛和日本全国锦标赛。
2018年11月29日，日本滑联正式对外宣布，羽生结弦因为右脚脚踝伤势，退出将于12月在温哥华举办的国际滑冰联盟花样滑冰大奖赛总决赛，根据最新诊断结果，羽生结弦为右脚踝外侧韧带损伤、三角韧带损伤，右腓骨肌腱部损伤。根据伤情需要三周的静养，以及之后一个月的复健治疗。
2019年3月18日，羽生结弦在受伤120天后再次出现在公众面前参加在日本埼玉3月20日开幕的世界花样滑冰锦标赛。在21日举行的短节目比赛中，由于当天气温变化，主办方维护不当，可能导致冰场表面温度不佳，再加上之前的脚伤尚未痊愈，羽生结弦开场的后内四周跳未能适应发生失误跳空成两周，而后虽然非常出色的完成了埃克塞尔三周半和后外点冰四周接三周等技术动作，但由于开场的较大失误，以94.87落后于美国选手陈巍和第二名，羽生以短节目第三位的成绩进入自由滑。经过一天的调整之后，羽生结弦在最后一组倒数第三的签位迎来了自由滑。自由滑开场中，羽生结弦克服了练习中对后外接环四周跳的困扰，成功落冰，成为本场比赛唯一一个完成这个技术动作的选手，但是短节目中未能完成的后内四周跳的再次发生周数不足的失误，导致扣分，但羽生结弦没有被这个失误影响，成功完成了其后的一系列技术动作，尤其在后半连续落冰后外点冰四周跳和后外点冰四周跳接三周半的两个难度动作，是历史上首位完成后外点冰四周跳接三周半并获得正执行分的运动员。在主场巨大的压力下羽生结弦带伤完成的表演也让全场观众起立鼓掌，这套节目最终获得了206.10分，打破了当时的长节目最高分记录，并且总分也达到了300.97分，是新规则下第一个总分超过300的运动员。虽然之后由于短节目第一名的陈巍也没有失误的完成了表演，并打破了羽生结弦刚刚创下的世界纪录，最终带伤作战的羽生结弦在主场为日本赢得一枚银牌，同时也是日本唯一一位在本次世锦赛上拿到奖牌的选手。本场自由滑比赛的打分以及ISU在本赛季开始实行的新规则是否合理也在网络引起了部分讨论和争议。
2019年3月25日，羽生结弦通过日本滑联宣布，由于医生诊断，他右脚踝的累积伤势需要继续治疗，退出4月份的世界花样滑冰国别对抗赛，返回加拿大训练基地。

#### 2019年至2020年賽季
2019年9月12日至9月14日，羽生结弦再次选择了在加拿大的奥克维尔举行的加拿大秋季國際經典賽作为赛季首战，本赛季他延用了上赛季的长短两个新节目《Otoñal》（秋日）和《origin》（起源）并表明以完美呈现这两个提升以后的节目作为赛季目标。在首日短节目比赛中，虽然第一个后内四周发生失误摔倒，但几乎完美完成了后两个跳跃，尤其是只有他能够完成的捻转进出阿克塞尔三周半更是得到了如同教科书一般的评价获得了高执行分，以98.38获得短节目首位进入第二天的比赛。第二天的长节目比赛中虽然前半的后外结环四周跳和后内四周跳发生失误落冰翻身，但是在精彩的步伐之后，他一鼓作气完成了勾手三周跳，后外点冰四周和后外点冰四周连跳，以及两个难度进入的阿克塞尔三周半连跳，虽有遗憾但展示了良好的状态和对节目的掌握。但由于技术专家对后半跳跃的相关争议判罚，长节目得分仅为180.67，并长短节目第一总分279.05获得冠军，取得本赛季的首场胜利。而本场比赛技术裁判对跳跃的判罚引起了广泛的争议讨论和对执法公正需求的关注。
2019年10月25日至10月27日，羽生结弦第四次选择国际滑冰联盟花样滑冰大奖赛加拿大站作为大奖赛首战来到基洛纳。首日的短节目中，节目开始的后内四周跳出色完成，拿到了几乎满分的高分，而捻转进出的阿克塞尔三周半更是如臻化境，拿到了新规则下的首个跳跃满分。之后的后外点冰四周接三周虽略有瑕疵也是成功完成。虽然之后的步伐由于卡冰槽导致了一点失误没有拿到4级，但整个节目流畅完整，最终得到了109.60的高分接近本人的最高分记录。领先第二名20分进入第二天的自由滑，羽生结弦毫不松懈，在自由滑中除了第一个后外接环四周跳落冰滑出之外，全部要素执行出色，其中后半的后外点冰四周接一周结环接三周菲利普跳更是花滑历史上首次在比赛中完成，并且取得了历代连跳第一高分的记录。最终羽生结弦的这套自由滑感染力强，执行有力，获得212.99的高分。两套节目总分达到322.59获得冠军，该分数也是新规则后目前本人的最好成绩。值得一提的是，这是羽生结弦参加加拿大站以来首次拿到该站的分站冠军。在第三天的表演滑中，他毫无失误的表演了經典成名作《巴黎散步道》，让粉丝非常感怀。
2019年11月22日至24日，羽生结弦时隔两年回归在札幌举行的国际滑冰联盟花样滑冰大奖赛日本站。首日的短节目发挥正常，除了一个旋转略有瑕疵和后半的后外点冰四周接三周落冰略有失误，其他部分均出色完成，获得接近本人最高分的109.34分位居短节目第一。第二天的训练和比赛中，羽生结弦克服前两年大奖赛第二站均发生受伤的心理阴影，战胜自己的恐惧，在长节目中首次同时成功开场的后外接环四周跳和后内四周跳，虽然在后半的第四个四周跳后外点冰四周接飞利浦三周三连跳中发生失误，但他即时调整节目构成，将原本的埃克塞尔三周连跳换成后外点冰四周接三周和埃克塞尔三周连跳，挽回一些失分，最后获得了195.71分，总分305.05获得冠军。并以两站总分均破300，排名第一的成绩再次进入大奖赛总决赛。而這也是他再次的大獎賽兩分站都拿下冠軍。
2019年12月5日至8日，羽生结弦在连续两年因伤缺席国际滑冰联盟花样滑冰大奖赛总决赛之后，再次回归本赛事。而由于本赛事只允许一位教练陪伴比赛，且原本预计陪同羽生参赛的教练在转机机场遭遇护照被窃的事件，前三天的比赛和训练羽生结弦只能独自一人完成。在12月5日的短节目比赛中，开场的后内四周跳和阿克塞尔三周半均完美完成，但后半的后外点冰四周连跳中发生步伐滑出并没有接上连跳的失误，导致短节目结束后处于落后第一名13分的不利状态。在12月7日的自由滑中，羽生结弦挑战自我，首次在一个节目中完成五个四周跳的高难度编排，也是史上第一个在同一个节目中同时完成后外接环四周跳和勾手四周跳的选手。但最后由于体力因素，在自己拿手的阿克塞尔三周连跳中发生失误，最终长短节目均排名第二获得亚军。本场比赛的打分再次引起了社交媒体上广泛普遍的讨论和批评意见。
2019年12月18日至22日，羽生结弦时隔四年再次参加了日本花样滑冰锦标赛。这是羽生一个月以来往返三大洲之间参加的第三场比赛。在首日的短节目中，羽生调整了原本短节目的编排顺序并且顺利完成，获得了110.72的高分。但是在其后举行的自由滑中，羽生在多个跳跃中发生罕见失误，因为种种不利因素，最终羽生结弦本场比赛仅获得亚军，结束了2019赛季上半赛季的全部比赛。并在赛后宣布将参加2020年2月举行的四大洲和3月的世锦赛。
2020年2月7日至9日，羽生结弦繼2011年，2013年，2017年之后第四次参加了在韩国首尔举办的四大洲花样滑冰锦标赛。本次比赛中，羽生结弦为了更好的展现属于自己的花样滑冰，职业生涯首次在赛季中发生节目变更，将短节目和自由滑曲目变换为平昌赛季的《肖邦第一叙事曲》和电影《阴阳师》配乐的SEIMEI，并在一个月中进行了重新编曲和编舞以全新诠释。首日的短节目比赛，《肖邦第一叙事曲》在历时两年的磨练后展现了更高的完成度，后内四周跳，后外点冰四周连跳和阿克塞尔三周轻松完成，所有要素完美合乐，毫无瑕疵，在裁判保守的打分下，依然获得了111.82的高分，再次刷新本人保持的短节目最高分。2月9日的自由滑中，羽生结弦针对新规的自由滑时长，对原本的编曲和编舞做了大幅改动，缩短了跳跃之间的过渡，在紧凑的编排下保留了原本节目的精华并更加精进。比赛中，羽生结弦克服了冰面的各种不利状况，虽然开场的勾手四周跳和后半的后外点冰四周跳发生失误，依然以187.60分获得自由滑第一名，总分299.42顺利夺取本人的第一块四大洲金牌。夺得此块金牌后，羽生结弦也成为花滑史上第一位勇夺主要国际赛事（世界青少年锦标赛、青少年大奖赛总决赛、奥运、世界锦标赛、大奖赛总决赛、四大洲花样滑冰锦标赛）六冠超级大满贯/全满贯（super slam）的男子滑冰选手。
原定于2020年3月16日至22日在加拿大蒙特利尔举行的世界花样滑冰锦标赛由于新冠疫情在当地时间3月11日宣布取消。

#### 2020年至2021年賽季
2020年8月28日，羽生结弦通过日本滑冰联盟宣布，由於新冠疫情影響下，參加比賽難度和風險都較大，也不願成為擴大疫情的誘因，因此退出本赛季国际滑冰联盟花样滑冰大奖赛。其后也由于新冠疫情的影響，国际滑冰联盟花样滑冰大奖赛加拿大站，国际滑冰联盟花样滑冰大奖赛法国站，国际滑冰联盟花样滑冰大奖赛总决赛其實也相继取消。
2020年12月24日至12月28日，在新冠疫情影響下，日本花样滑冰锦标赛依然決定如期在日本长野举行，而全日錦標賽是派遣選手出場世錦賽的依據，因此羽生结弦決定參加也成為他本赛季的首场比赛。由于本赛季疫情影响，羽生结弦无法前往加拿大训练，此前一直在日本仙台在没有教练的情况下独自练习，同时也有着无法和编舞师直接交流等各种困难。但他采取了远程编舞和自主参与编舞等方式，克服了各种不利因素，仍然在本赛季带来两套全新的节目。12月25日，羽生结弦披露了本赛季的短节目，由罗比·威廉姆斯演唱的《Let me entertain you》。在首日比赛中，羽生结弦发挥出色，后内四周跳，后外点冰四周连跳都成功落冰，埃克塞尔三周更是十分完美，曲目编排热烈奔放，表演激情四射，让现场和电视网络前的观众十分激动。在裁判有争议的给出一个旋转无效的判罚下，仍以103.53分位列第一进入自由滑。本赛季自由滑的曲目主要来自于以战国军神之称的上杉谦信为主角的大河剧《天与地》。虽然是赛季首场比赛，但是羽生结弦以非常投入的状态给大家呈现了一场史诗般完美的表演。计划中的四个四周跳后外接环四周跳，后内四周跳，两个后外四周跳连跳均轻盈流畅地完成，而在8秒之内的埃克塞尔三周半连跳和后外结环三周跳也是完美完成，最后一个埃克塞尔三周半接捻转美轮美奂，步伐刚柔并济，将《天与地》的世界观表现得淋漓尽致。此套自由滑获得了215.83分，并以总分319.36毫无悬念夺冠。这也是羽生结弦在缺席了16，17，18年的全日锦标赛后，第五次获得全日冠军。
2021年3月22日至3月28日，世界花样滑冰锦标赛在瑞典斯德哥尔摩举办，本次锦标赛因为新冠疫情的影响，是在无观客的泡泡环境下举行的。考虑到疫情中的加拿大入境政策等因素，全日之后羽生结弦依然在家乡仙台独自训练，赛前3月20日晚，仙台再次发生6.9级强烈地震，新干线停运等原因导致羽生结弦无法按时前往参加比赛，在临时改签之后，终于在3.22日延迟一天到达赛场，并在隔离一天完成核酸检测后展开训练。在3月25日的短节目比赛中，羽生结弦状态良好，三个跳跃均成功完成，演绎完美贴合曲风，在没有现场观众的情况下依然气氛热烈，获得106.98分以短节目第一的成绩进入自由滑。但是在27日的自由滑比赛前，由于各种突发意外，在本组开场六练前15分钟到达赛场，比赛中状态欠佳，开场两个四周跳和三周半跳均发挥失误，虽然后半两个四周连跳成功落冰，最终自由滑获得了182.20分，总分289.18获得铜牌。事后，有俄罗斯媒体和相关媒体报道羽生结弦在赛前突发哮喘。羽生结弦本人在接受日本媒体采访被询问到相关哮喘报道时表示在比赛结束时感到有轻微发作。
结束在瑞典举办的世界花样滑冰锦标赛之后，羽生结弦回到日本国内并因为新冠疫情相关的入境政策开始两个星期的隔离生活。在两个星期的隔离期完成后，立刻于2021年4月14日到达大阪参加世界花样滑冰国别对抗战，并表示自己在黯淡疫情的现状下参加比赛的目标是“去成为某个人的光”，给大家带来希望和勇气。在15日举行的短节目比赛中，羽生结弦干净利落的完成了开场的后内四周跳和后外点冰四周连跳，两跳堪称完美，但一向拿手的埃克塞尔三周半跳由于受到一直在练习的四周半跳影响，落冰前倾，获得了107.12分短节目排名第二为日本队取得11点积分。次日举行的长节目比赛，虽然开场第二个后内四周跳由于受到冰槽影响跳空，但其他跳跃均成功落冰，表演流畅优美有力，获得了193.76分为日本队再拿11分。最终日本队获得团体第三名，结束本赛季的比赛。
在世界花样滑冰锦标赛和世界花样滑冰国别对抗战上，羽生结弦均选择了《花开》作为自己的表演滑曲目以纪念3·11东日本大地震十周年。

### 第三次奧運會出場

#### 2021年至2022年賽季
在大獎賽日本站前一週宣佈因右腳關節韌帶損傷，退出11月12日至14日進行的花樣滑冰大獎賽日本站比賽。11月17日再宣布退出26日的俄羅斯站賽事。
2021年12月24日至26日參加全日本錦標賽，同時成為他本賽季的首場比賽。此次羽生在賽前練習有跳出安全落冰的4A而備受矚目，在全新短節目《引子與回旋幻想曲》所有跳跃顺利完成，步伐编排精美，整个节目只有6个压步，以111.31分排名第一，在之後的自由滑中，羽生第一个跳挑战4A，虽然双足落冰被判周数不足，但其他跳跃丝毫不受影响都达到了很高的完成度，最終自由滑項目拿下211.05分，以短節目第一名與長節目第一名，以總分322.36分領先第二名26分之多的成績衛冕成功，獲得生涯第六次全日冠軍，第三次代表日本出戰冬奧。
並於賽後表示在全日前除了已知的腳踝扭傷，還飽受食道炎之苦。
2022年2月4日至20日，羽生結弦參加了在中國北京舉辦的2022年冬季奧林匹克運動會，在2月8日的短節目中，羽生在第一跳的起跳弧线上出现一个冰坑，因而导致后内四周跳空，成為無效動作。隨後及時調整，第二個四周後外點冰接三周連跳都以高水準完成，複雜銜接進出三周半也出色完成。短節目只獲得95.15分，以第8名進入自由滑比賽。，在2月9日的赛前练习中，羽生结弦在4A落冰时摔倒，脚踝严重受伤几乎无法站立，但2月10日他依然在打了止痛的情况下出战自由滑且衝擊4A (阿克塞爾四周跳）。第一跳4A在几乎足周的情况下落冰時摔倒，緊接的後內四周跳亦受影響落冰時再次摔倒。但其后所有跳跃均高水準完成，后半也順利完成三周半跳、两个後外點冰四周跳連1EU等動作。根据裁判的打分最終獲得188.06分，自由滑排名第3，總分為283.21排名第4。
2022年3月1日, 羽生透過日本滑冰聯盟宣布，由於受到右腳踝關節傷勢困擾，將缺席該月21日在法國蒙彼利埃舉行的世界花樣滑冰錦標賽。

## 職業生涯
2022年7月19日，羽生結弦召開新聞發布會宣布今後的決意，表示今後將離開業餘競技賽場，轉為職業花滑運動員。
2022年8月7日開通個人Youtube 頻道，這也是個人首次公開的帳號。8月10日直播個人練習「SharePractice」當日在線觀看人數10萬人以上。有38家媒體記者共計88人長達2小時連續個別採訪。2022年10月17開通Youtube會員制度。
2022年9月29日，作為特邀嘉賓出席參加在東京舉行的中日邦交正常化50周年紀念活動。
2022年9月30年日本時間1點11分，開通公式 Twitter、Instagram，同日11點11分公佈個人單獨冰演「序章 Prologue 」將於11月4日~11月5日於神奈川橫濱市PIA ARENA MM，12月2日~12月3日於青森縣八戶市FLAT HACHINOHE。2022年11月4日和11月5日，轉為職業選手後的羽生結弦的首場個人冰演《序章》在橫濱順利舉行，場館容量7,900人座無虛席，11月5日當天也在收費電視台及全國111間電影院同步播出。羽生結弦本人擔任了整場演出的策劃/導演/制作，並且獨自一人完成了全部冰演的八個節目，創造了冰演的歷史。
2022年12月5日在最終場時同時公佈新的個人冰演「Yuzuru Hanyu ICE STORY 2023 “GIFT”」將在2023年2月26日於東京巨蛋發表。這次花滑史上初次單獨於東京巨蛋進行演出。
2023年12月18日在仙台市泉區仙台Ice Rink舉行的「仙台市長杯花樣滑冰竸技會」在開幕式前驚喜登場，表演了獲得2014年於索契冬奥會短曲《巴黎散步道》。
2023年1月9日宣布於2023年3月10~3月12日在宮城縣Sekisui Heim Super Arena召開慈善「Yuzuru Hanyu notte stellata」冰演，也是東日本大地震發生 12 年後舉辦一場冰上表演。Notte Stellata 在義大利語中意為“天上的星星”。2011年3月11日當天羽生在仙台受災時在避難所看到的滿天繁星，希望災區能傳遞希望，讓人們的臉上綻放笑容。2023年1月23日公布2月26日當天將在全國83家電影院直播放送並於2月27日進行回放。
2023年2月3日公布個人冰演「Yuzuru Hanyu ICE STORY 2023 “GIFT”」將在香港、台灣及韓國進行電影院直播且日本Disney+獨家直播播放
2023年2月6日公布「Yuzuru Hanyu notte stellata」冰演將在全日本共93家電影院直播放送並於日本hulu獨家直播播放。
2023年2月13日公布將和日本知名漫畫家組合CLAMP合作。將會把公演『GIFT』中所編織的故事，透過CLAMP 的創作方式描繪成繪本能讓許多人透過這部作品感受不同的視點，享受其中
2023年9月1日公布個人冰演「Yuzuru Hanyu ICE STORY 2nd "RE_PRAY" TOUR」，預訂2023年11月4、5日於埼玉開始，2024年1月、2月分別於佐賀及橫濱開演。 其後在2024年3月6日宣布於4月加開2場公演於宮城。
2023年12月6日公布「Yuzuru Hanyu notte stellata 2024」冰演將在2024年3月8-10日舉行，日本電影院、香港和台灣電影院均有直播放送並於日本hulu獨家直播播放。
2024年4月19日公布發行個人第一次冰演「序章 Prologue」及「Yuzuru Hanyu ICE STORY 2023 “GIFT”」發行DVD&Blu-ray，分別於7月19日及8月20日正式發售。

## 個人冰演&座長冰演
| 個人冰演  | 個人冰演          | 個人冰演                        | 個人冰演                                               | 個人冰演                                             | 個人冰演 | 個人冰演 |
| 年        | 日期              | 主題                            | 名稱                                                   | 地點                                                 | 場次     | 電視直播及電影院放送 |
| --------- | ----------------- | ------------------------------- | ------------------------------------------------------ | ---------------------------------------------------- | -------- | --- |
| 2022      | 11月4-5日         | Prologue （页面存档备份，存于） | 東和藥品 Presents Prologue in YOKOHAMA                 | PIA ARENA MM （页面存档备份，存于） (神奈川縣橫濱市) | 2        | 朝日TV ch2直播 全國88家電影院共111場直播放送                                                                                            |
| 2022      | 12月2-3日 12月5日 | Prologue （页面存档备份，存于） | Prologue in HACHINOHE                                  | FLAT HACHINOHE (青森縣八戶市)                        | 3        | 朝日TV ch1直播 全國77家電影院共100場直播放送                                                                                            |
| 2023      | 2月26日           | GIFT （页面存档备份，存于）     | Yuzuru Hanyu ICE STORY 2023 “GIFT” supported by 雪肌精 | 東京巨蛋(東京)                                       | 1        | 全國83家電影院直播放送台灣、香港及韓國電影院直播放送 2月27日再放送播放日本Disney+獨家直播放送 6月30於日本Disney+首放，7月14日於全球播放 |
| 2023-24   | 11月4-5日         | RE_PRAY （页面存档备份，存于）  | Yuzuru Hanyu ICE STORY 2nd "RE_PRAY" TOUR              | 埼玉超級競技場(埼玉)                                 | 2        | |
| 2023-24   | 1月12日 & 14日    | RE_PRAY （页面存档备份，存于）  | Yuzuru Hanyu ICE STORY 2nd "RE_PRAY" TOUR              | 佐賀SAGA體育館 （页面存档备份，存于）(佐賀)          | 2        | |
| 2023-24   | 2月17日&19日      | RE_PRAY （页面存档备份，存于）  | Yuzuru Hanyu ICE STORY 2nd "RE_PRAY" TOUR              | PIA ARENA MM （页面存档备份，存于） (神奈川縣橫濱市) | 2        | |
| 2023-24   | 4月7日&9日        | RE_PRAY （页面存档备份，存于）  | Yuzuru Hanyu ICE STORY 2nd "RE_PRAY" TOUR              | 宮城縣Sekisui Heim Super Arena （宮城縣利府町）      | 2        | |
| 2024-2025 | 12月7日&9日&11日  | Echoes of Life                  | Yuzuru Hanyu ICE STORY 3rd "Echoes of Life" TOUR       | 埼玉超級競技場(埼玉)                                 | 3        | |
| 2024-2025 | 1月3日&5日        | Echoes of Life                  | Yuzuru Hanyu ICE STORY 3rd "Echoes of Life" TOUR       | 広島県立総合体育館 (廣島）                           | 2        | |
| 2024-2025 | 2月7日&9日        | Echoes of Life                  | Yuzuru Hanyu ICE STORY 3rd "Echoes of Life" TOUR       | LaLa arena TOKYO-BAY（千葉）                         | 2        | |

| 凱旋公演 | 凱旋公演     | 凱旋公演                                       | 凱旋公演                      | 凱旋公演 | 凱旋公演                |
| 年       | 期間         | 名稱                                           | 地點                          | 場次     | 電視直播及電影院放送    |
| -------- | ------------ | ---------------------------------------------- | ----------------------------- | -------- | ----------------------- |
| 2014     | 6月13日-14日 | Together on Ice                                | 仙台Xebio體育館(宮城縣仙台市) | 3場      | 第一次凱旋公演 錄影放送 |
| 2018     | 4月13日-15日 | Continues～with Wings～ （页面存档备份，存于） | 武藏野之森綜合體育廣場(東京)  | 3場      | 全國66家電影院直播放送  |

| 座長冰演 | 座長冰演     | 座長冰演                                       | 座長冰演 | 座長冰演                                   | 座長冰演 | 座長冰演                                    |
| 年       | 期間         | 名稱                                           | 特別佳賓 | 地點                                       | 場次     | 電視直播及電影院放送                        |
| -------- | ------------ | ---------------------------------------------- | -------- | ------------------------------------------ | -------- | ------------------------------------------- |
| 2023     | 3月10日-12日 | 羽生結弦 notte stellata （页面存档备份，存于） | 內村航平 | 宮城県総合運動公園総合体育館(宮城縣利府町) | 3場      | 全國93家電影院直播放送 日本Hulu獨家直播放送 |
| 2024     | 3月8日-10日  | 羽生結弦 notte stellata （页面存档备份，存于） | 大地真央 | 宮城県総合運動公園総合体育館(宮城縣利府町) | 3場      | 日本Hulu獨家直播放送                        |

## 成就
- 男子單人滑首位及唯一超級大滿貫得主（冬奧會、世錦賽、大獎賽總決賽、四大洲賽、世青賽、青少年大獎總決賽）
- 首位單人滑雙圈大滿貫得主（冬奧會、世錦賽、大獎賽總決賽各贏得兩次冠軍）
- 第二位單賽季大滿貫得主
- 1948年後最年輕的冬奧花滑男子單人滑金牌獲得者。
- 1952年後首位蟬聯冬奧男單冠軍的選手。
- 亞洲首位奪得奧運金牌的男子單人滑選手。
- 亞洲首位蟬聯奧運金牌的男子單人滑選手。
- 首位ISU世界排名連續五個賽季排名第一的男子單人滑選手。（2013-2018）[98]
- 最年輕的ISU世界排名第一男子單人滑選手。[98]
- 打破最多世界紀錄的男單選手，共十九次。
  - （1）短節目95.07分（2012大獎賽美國站）
  - （2）短節目95.32分（2012大獎賽日本站）
  - （3）短節目99.84分（2013大獎賽總決賽）
  - （4）短節目101.45分（2014索契冬季奧運）
  - （5、6、7）短節目106.33分，自由滑216.07分，總分322.40分（2015大獎賽日本站）
  - （8、9、10）短節目110.95分，自由滑219.48分，總分330.43分（2015大獎賽總決賽）
  - （11）自由滑223.20分（2017世錦賽）
  - （12）短節目112.72分（2017秋季經典賽）
  - （13、14、15）短節目106.69分，自由滑190.43分，總分297.12分（2018大獎賽芬蘭站）
  - （16）短節目110.53分（2018大獎賽俄羅斯站）
  - （17、18）自由滑206.10分，總分300.97分（2019世錦賽）
  - （19）短節目111.82（2020四大洲錦標賽）
- 日本男單最年輕的世錦賽獎牌獲得者（17歲）
- 亞洲獲得A級國際賽事冠軍最年輕的男單選手（2011大獎賽俄羅斯站，16歲）
- 日本史上第一位登上全日本青少年錦標賽頒獎台的幼年組選手。（12歲）
- 日本最年少的大獎賽青年組分站冠軍（2009波蘭站）
- 花滑男單最年輕的四大洲錦標賽獎牌得主。（16歲）
- 日本史上最年輕的世青賽冠軍。（15歲）
- 日本進入大獎賽總決賽最年輕選手。
- 花滑史上最年輕的青年組大獎賽總決賽冠軍。（14歲）
- 花樣滑冰單人滑史上唯一一位達成大獎賽總決賽四連霸的選手。（2013-2016）
- 史上唯一一位跳出三周半跳及後內結環四周跳所有裁判給出goe+的選手。
- 跳出cop1.0打分系統下goe+3的3A第一人。（2014大獎賽中國站短節目）
- 跳出cop1.0打分系統下goe+3的4S第一人。（2017秋季經典賽短節目）
- 跳出cop2.0打分系統下goe+5的3A第一人。（2019大獎賽加拿大站短節目）
- 一共在國際賽中跳出四次所有裁判皆給出goe+3的3A（2016世錦賽短節目、2017秋季經典賽短節目、2017大獎賽俄羅斯站短節目、2018平昌冬奧短節目）
- 3A、3A+2T、4T+3A+SEQ、3A+1Eu+3S、3A+1Lo+3S、4T+1Eu+3S、4T+1Eu+3F、4S、4S+3T、4T、4T+3T、3F、3Lz、4Lo等跳躍的最高goe紀錄保持人。
- 第一位短節目破100分的男子單人滑選手。（2014索契冬季奧運）
- 第一位自由滑破200分的男子單人滑選手。（2015大獎賽日本站）
- 第一位總分破300分的男子單人滑選手。（2015大獎賽日本站）
- CoP1.0打分系統下短節目、自由滑及總分的世界紀錄保持者。（紀錄已封存）
- CoP1.0打分系統下短節目歷史前五名高分的紀錄持有者。（紀錄已封存）
- CoP2.0打分系統下第一位短節目破110的單人滑選手。（2018大獎賽俄羅斯站）
- CoP2.0打分系統下第一位自由滑破200的單人滑選手。（2019世錦賽）
- CoP2.0打分系統下第一位總分破300的單人滑選手。（2019世錦賽）
- 第一位在國際賽事中成功跳出後外結環四周跳（4Lo）的選手。（2016年秋季國際經典賽）
- 第一位完成4T-3A連跳的選手。
- 第一位完成4T-1EU-3F的選手。
- 首位在比賽中後半完成4T+1Lo+3S連跳和三個四周的選手。（2017世團賽）
- 第一位在同一節目中跳出4Lz和4Lo的選手。（2019年大獎賽總決賽）
- 六次日本錦標賽冠軍。（2012-2015年，2020-2021年）
- 2019年獲提名勞倫斯世界體育獎最佳復出獎。
- 2020年國際滑冰聯盟最有價值選手。
- 擁有七枚世錦賽獎牌之選手。（2金3銀2銅）
- 2022年北京冬奧自由滑唯一在節目後半完成兩個四周連跳(4T+3T,4T+1Eu+3S)及兩個三周半跳並獲得goe正分的選手。
- 2022年11月4日 完成史上第一位個人單獨冰演《Prologue》。
- 2023年2月26日成為史上第一位成功在東京巨蛋舉行個人單獨冰演的花樣滑冰運動員。[99]

## 戰績

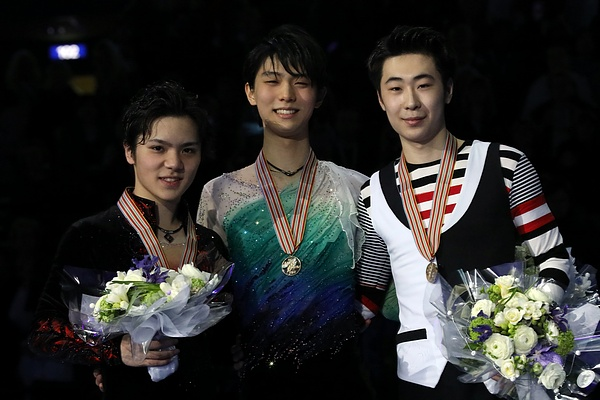
羽生結弦（中）於2017年世界花式滑冰錦標賽

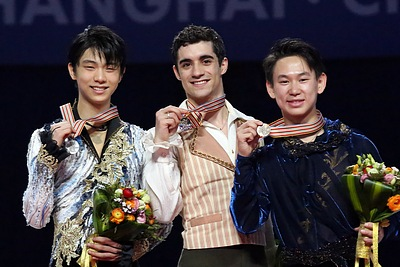
羽生結弦（左）於2015年世界花式滑冰錦標賽

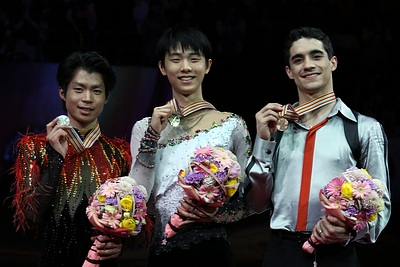
羽生結弦（中）於2014年世界花式滑冰錦標賽

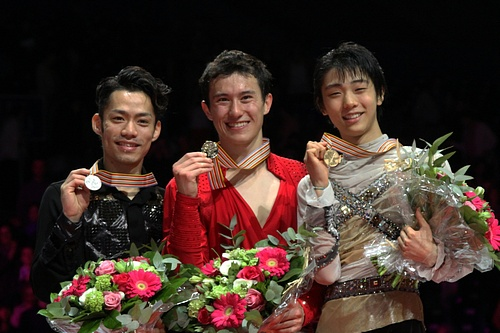
羽生結弦（右）於2012年世界花式滑冰錦標賽

| 大會/年                | 06-07 | 07-08 | 08-09 | 09-10 | 10-11 | 11-12 | 12-13 | 13-14 | 14-15 | 15-16 | 16-17 | 17-18 | 18-19 | 19-20 | 20-21 | 21-22 |
| ---------------------- | ----- | ----- | ----- | ----- | ----- | ----- | ----- | ----- | ----- | ----- | ----- | ----- | ----- | ----- | ----- | ----- |
| 奧林匹克               |       |       |       |       |       |       |       | 1     |       |       |       | 1     |       |       |       | 4     |
| 世界錦標賽             |       |       |       |       |       | 3     | 4     | 1     | 2     | 2     | 1     | WD    | 2     | 取消  | 3     | WD    |
| 四大洲錦標賽           |       |       |       |       | 2     |       | 2     |       |       |       | 2     |       |       | 1     |       |       |
| 大獎賽總決賽           |       |       |       |       |       | 4     | 2     | 1     | 1     | 1     | 1     | WD    | WD    | 2     | 取消  | 取消  |
| 大獎賽法國站           |       |       |       |       |       |       |       | 2     |       |       |       |       |       |       |       |       |
| 大獎賽加拿大站         |       |       |       |       |       |       |       | 2     |       | 2     | 2     |       |       | 1     |       |       |
| 大獎賽美國站           |       |       |       |       |       |       | 2     |       |       |       |       |       |       |       |       |       |
| 大獎賽日本站           |       |       |       |       | 4     |       | 1     |       | 4     | 1     | 1     | WD    |       | 1     |       | WD    |
| 大獎賽中國站           |       |       |       |       |       | 4     |       |       | 2     |       |       |       |       |       |       |       |
| 大獎賽俄羅斯站         |       |       |       |       | 7     | 1     |       |       |       |       |       | 2     | 1     |       |       | WD    |
| 大獎賽芬蘭站           |       |       |       |       |       |       |       |       |       |       |       |       | 1     |       |       |       |
| 芬蘭盃                 |       |       |       |       |       |       | 1     | 1     |       |       |       |       |       |       |       |       |
| 內伯爾盃               |       |       |       |       |       | 1     |       |       |       |       |       |       |       |       |       |       |
| 加拿大秋季經典賽       |       |       |       |       |       |       |       |       |       | 1     | 1     | 2     | 1     | 1     |       |       |
| 世界花式滑冰國別對抗戰 |       |       |       |       |       |       |       |       | 3     |       | 1     |       |       |       | 3     |       |
| 日本錦標賽             |       |       | 8     | 6     | 4     | 3     | 1     | 1     | 1     | 1     | WD    | WD    | WD    | 2     | 1     | 1     |
| 世界青年錦標賽         |       |       | 12    | 1     |       |       |       |       |       |       |       |       |       |       |       |       |
| 日本青年錦標賽         | 7     | 3     | 1     | 1     |       |       |       |       |       |       |       |       |       |       |       |       |
| 青年大獎賽總決賽       |       |       |       | 1     |       |       |       |       |       |       |       |       |       |       |       |       |
| 青年大獎賽克羅埃西亞站 |       |       |       | 1     |       |       |       |       |       |       |       |       |       |       |       |       |
| 青年大獎賽波蘭站       |       |       |       | 1     |       |       |       |       |       |       |       |       |       |       |       |       |
| 青年大獎賽義大利站     |       |       | 5     |       |       |       |       |       |       |       |       |       |       |       |       |       |
| 哥本哈根站滑冰賽       |       | 1 N   |       |       |       |       |       |       |       |       |       |       |       |       |       |       |

- N = 初級
- WD = 退賽

### 詳細
- 粗體數字代表ISU公認的當時世界紀錄分數

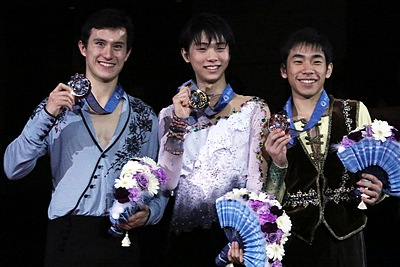
羽生結弦（中）於2013年国际滑冰联盟花样滑冰大奖赛总决赛

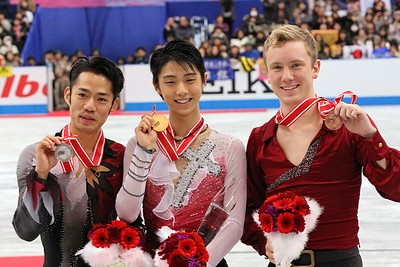
羽生結弦（中）於2012年国际滑冰联盟花样滑冰大奖赛日本站

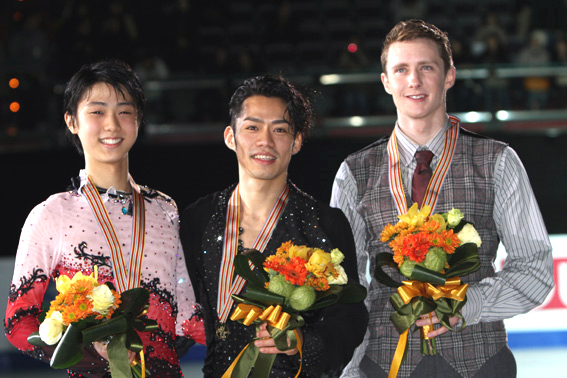
羽生結弦於2011年四大洲花式滑冰錦標賽

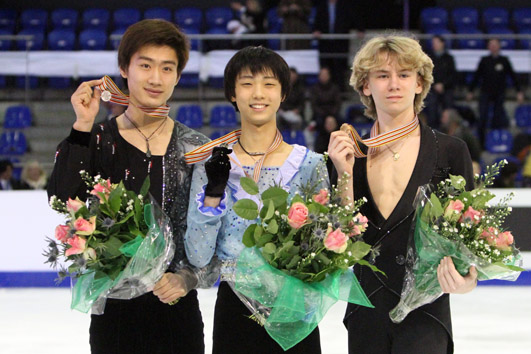
羽生結弦（中）於2010年世界青少年花样滑冰锦标赛

- 紅色數字代表ISU公認的個人最佳成績

| 2021–2022             |                                              |          |           |              |
| 比賽日期              | 賽事名稱                                     | SP 短曲  | FS 長曲   | 總分         |
| 2022年2月8日-10日     | 冬季奧林匹克運動會                           | 8 95.15  | 3 188.06  | 4 283.21     |
| 2021年12月22日-26日   | 日本花式滑冰錦標賽                           | 1 111.31 | 1 211.05  | 1 322.36     |
| 2020–2021             |                                              |          |           |              |
| 比賽日期              | 賽事名稱                                     | SP 短曲  | FS 長曲   | 總分         |
| 2021年4月15日-18日    | 世界花式滑冰國別對抗戰                       | 2 107.12 | 2 193.76  | 3團體 300.88 |
| 2021年3月22日-28日    | 世界花式滑冰錦標賽                           | 1 106.98 | 4 182.20  | 3 289.18     |
| 2020年12月24-27日     | 日本花式滑冰錦標賽                           | 1 103.53 | 1 215.83  | 1 319.36     |
| 2019–2020             |                                              |          |           |              |
| 比賽日期              | 賽事名稱                                     | SP 短曲  | FS 長曲   | 總分         |
| 2020年3月16日-22日    | 世界花式滑冰錦標賽                           |          |           | 取消         |
| 2020年2月06-09日      | 四大洲花式滑冰錦標賽                         | 1 111.82 | 1 187.60  | 1 299.42     |
| 2019年12月18-22日     | 日本花式滑冰錦標賽                           | 1 110.72 | 3 172.05  | 2 282.77     |
| 2019年12月5-8日       | 國際滑冰聯盟花式溜冰大獎賽總決賽             | 2 97.43  | 2 194.00  | 2 291.43     |
| 2019年11月22-24日     | 国际滑冰联盟花样滑冰大奖赛日本站             | 1 109.34 | 1 195.71  | 1 305.05     |
| 2019年10月25-27日     | 国际滑冰联盟花样滑冰大奖赛加拿大站           | 1 109.60 | 1 212.99  | 1 322.59     |
| 2019年9月12-14日      | 加拿大秋季國際經典賽                         | 1 98.38  | 1 180.67  | 1 279.05     |
| 2018–2019             |                                              |          |           |              |
| 比賽日期              | 賽事名稱                                     | SP 短曲  | FS 長曲   | 總分         |
| 2019年3月18日-24日    | 世界花式滑冰錦標賽                           | 3 94.87  | 2 206.10  | 2 300.97     |
| 2018年11月16-18日     | 國際滑冰聯盟花式溜冰大獎賽俄羅斯站           | 1 110.53 | 1 167.89  | 1 278.42     |
| 2018年11月2-5日       | 国际滑冰联盟花样滑冰大奖赛芬蘭站             | 1 106.69 | 1 190.43  | 1 297.12     |
| 2018年9月20-22日      | 加拿大秋季國際經典賽                         | 1 97.74  | 2 165.91  | 1 263.65     |
| 2017–2018             |                                              |          |           |              |
| 比賽日期              | 賽事名稱                                     | SP 短曲  | FS 長曲   | 總分         |
| 2018年2月9-25日       | 冬季奧林匹克運動會                           | 1 111.68 | 2 206.17  | 1 317.85     |
| 2017年10月19-22日     | 國際滑冰聯盟花式溜冰大獎賽俄羅斯站           | 2 94.85  | 1 195.92  | 2 290.77     |
| 2017年9月20日-9月23日 | 加拿大秋季國際經典賽                         | 1 112.72 | 5 155.52  | 2 268.24     |
| 2016–2017             |                                              |          |           |              |
| 比賽日期              | 賽事名稱                                     | SP 短曲  | FS 長曲   | 總分         |
| 2017年4月20-23日      | 世界花式滑冰國別對抗戰                       | 7 83.51  | 1 200.49  | 1團體 284    |
| 2017年3月29日-4月2日  | 世界花式滑冰錦標賽                           | 5 98.39  | 1 223.20  | 1 321.59     |
| 2017年2月14-19日      | 四大洲花式滑冰錦標賽                         | 3 97.04  | 1 206.67  | 2 303.71     |
| 2016年12月7-11日      | 國際滑冰聯盟花式溜冰大獎賽總決賽             | 1 106.53 | 3 187.37  | 1 293.90     |
| 2016年11月25-27日     | 國際滑冰聯盟花式溜冰大獎赛日本站             | 1 103.89 | 1 197.58  | 1 301.47     |
| 2016年10月28-30日     | 國際滑冰聯盟花式溜冰大獎賽加拿大站           | 4 79.65  | 1 183.41  | 2 263.06     |
| 2016年9月29日-10月1日 | 加拿大秋季國際經典賽                         | 1 88.30  | 1 172.27  | 1 260.57     |
| 2015–2016             |                                              |          |           |              |
| 比賽日期              | 賽事名稱                                     | SP 短曲  | FS 長曲   | 總分         |
| 2016年3月26-4月3日    | 世界花式滑冰錦標賽                           | 1 110.56 | 2 184.61  | 2 295.17     |
| 2015年12月24-27日     | 日本花式滑冰錦標賽                           | 1 102.63 | 1 183.73  | 1 286.36     |
| 2015年12月09-13日     | 國際滑冰聯盟花式溜冰大獎賽總決賽             | 1 110.95 | 1 219.48  | 1 330.43     |
| 2015年11月27-28日     | 國際滑冰聯盟花式溜冰大獎赛日本站             | 1 106.33 | 1 216.07  | 1 322.40     |
| 2015年10月30-11月1日  | 國際滑冰聯盟花式溜冰大獎賽加拿大站           | 6 73.25  | 2 186.29  | 2 259.54     |
| 2015年10月12-15日     | 加拿大秋季國際經典賽                         | 1 93.14  | 1 184.05  | 1 277.19     |
| 2014–2015             |                                              |          |           |              |
| 比賽日期              | 賽事名稱                                     | SP 短曲  | FS 長曲   | 總分         |
| 2015年4月16-19日      | 世界花式滑冰國別對抗戰                       | 1 96.27  | 1 192.31  | 3團體 288.58 |
| 2015年3月23-29日      | 世界花式滑冰錦標賽                           | 1 95.20  | 3 175.88  | 2 271.08     |
| 2014年12月25-28日     | 日本花式滑冰錦標賽                           | 1 94.36  | 1 192.50  | 1 286.86     |
| 2014年12月12-14日     | 國際滑冰聯盟花式溜冰大獎賽總決賽             | 1 94.08  | 1 194.08  | 1 288.16     |
| 2014年11月28-30日     | 國際滑冰聯盟花式溜冰大獎賽日本站             | 5 78.01  | 3 151.79  | 4 229.80     |
| 2014年11月7-9日       | 國際滑冰聯盟花式溜冰大獎賽中國站             | 2 82.95  | 2 154.60  | 2 237.55     |
| 2013–2014             |                                              |          |           |              |
| 比賽日期              | 賽事名稱                                     | SP 短曲  | FS 長曲   | 總分         |
| 2014年3月24-30日      | 世界花式滑冰錦標賽                           | 3 91.24  | 1 191.35  | 1 282.59     |
| 2014年2月6-22日       | 冬季奧林匹克運動會                           | 1 101.45 | 1 178.64  | 1 280.90     |
| 2014年2月6-22日       | 冬季奧林匹克運動會團體戰                     | 1 97.98  | -         | 5 團體       |
| 2013年12月20-23日     | 日本花式滑冰錦標賽                           | 1 103.10 | 1 194.70  | 1 297.80     |
| 2013年12月5-08日      | 國際滑冰聯盟花式溜冰大獎賽總決賽             | 1 99.84  | 1 193.41  | 1 293.25     |
| 2013年11月15-17日     | 國際滑冰聯盟花式溜冰大獎賽法國站             | 2 95.37  | 2 168.22  | 2 263.59     |
| 2013年10月25-27日     | 國際滑冰聯盟花式溜冰大獎賽加拿大站           | 3 80.40  | 2 154.40  | 2 234.80     |
| 2013年10月4-6日       | 芬蘭盃國際花式滑冰比賽                       | 1 84.66  | 1 180.93  | 1 265.59     |
| 2012–2013             |                                              |          |           |              |
| 比賽日期              | 賽事名稱                                     | SP 短曲  | FS 長曲   | 總分         |
| 2013年3月10-17日      | 世界花式滑冰錦標賽                           | 9 75.94  | 3 169.05  | 4 244.99     |
| 2013年2月6-11日       | 四大洲花式滑冰錦標賽                         | 1 87.65  | 3 158.73  | 2 246.38     |
| 2012年12月20-24日     | 日本花式滑冰錦標賽                           | 1 97.68  | 2 187.55  | 1 285.23     |
| 2012年12月6-9日       | 國際滑冰聯盟花式溜冰大獎賽總決賽             | 3 87.17  | 2 177.12  | 2 264.29     |
| 2012年11月23-25日     | 國際滑冰聯盟花式溜冰大獎賽日本站             | 1 95.32  | 1 165.71  | 1 261.03     |
| 2012年10月19-21日     | 國際滑冰聯盟花式溜冰大獎賽美國站             | 1 95.07  | 3 148.67  | 2 243.74     |
| 2012年10月4-07日      | 芬蘭盃國際花式滑冰比賽                       | 2 75.57  | 1 172.56  | 1 248.13     |
| 2011–2012             |                                              |          |           |              |
| 比賽日期              | 賽事名稱                                     | SP 短曲  | FS 長曲   | 總分         |
| 2012年3月26日-4月1日  | 世界花式滑冰錦標賽                           | 7 77.07  | 2 173.99  | 3 251.06     |
| 2011年12月22-25日     | 日本花式滑冰錦標賽                           | 4 74.32  | 1 167.59  | 3 241.91     |
| 2011年12月8-11日      | 國際滑冰聯盟花式溜冰大獎賽總決賽             | 4 79.33  | 3 166.49  | 4 245.82     |
| 2011年11月25-27日     | 國際滑冰聯盟花式溜冰大獎賽俄羅斯站           | 2 82.78  | 2 158.88  | 1 241.66     |
| 2011年11月4-6日       | 國際滑冰聯盟花式溜冰大獎賽中國站             | 2 81.37  | 4 145.16  | 4 226.53     |
| 2011年9月21-24日      | 內伯霍恩杯國際花式滑冰比賽                   | 1 75.26  | 1 151.00  | 1 226.26     |
| 2010–2011             |                                              |          |           |              |
| 比賽日期              | 賽事名稱                                     | SP 短曲  | FS 長曲   | 總分         |
| 2011年2月15-20日      | 四大洲花式滑冰錦標賽                         | 3 76.43  | 3 151.58  | 2 228.01     |
| 2010年12月24-27日     | 日本花式滑冰錦標賽                           | 2 78.94  | 4 141.12  | 4 220.06     |
| 2010年11月19-21日     | 國際滑冰聯盟花式溜冰大獎賽俄羅斯站           | 6 70.24  | 6 132.42  | 7 202.66     |
| 2010年10月22-24日     | 國際滑冰聯盟花式溜冰大獎賽日本站             | 5 69.31  | 4 138.41  | 4 207.72     |
| 2009–2010             |                                              |          |           |              |
| 比賽日期              | 賽事名稱                                     | SP 短曲  | FS 長曲   | 總分         |
| 2010年3月8-14日       | 世界青年花式滑冰錦標賽                       | 3 68.75  | 1 147.35  | 1 216.10     |
| 2009年12月25-27日     | 日本花式滑冰錦標賽                           | 13 57.99 | 5 137.23  | 6 195.22     |
| 2009年12月3-6日       | 國際滑冰聯盟青少年花式溜冰大獎賽總決賽       | 3 69.85  | 1 136.92  | 1 206.77     |
| 2009年11月21-23日     | 日本青年花式滑冰錦標賽                       | 1 76.00  | 2 118.15  | 1 194.15     |
| 2009年10月7-10日      | 國際滑冰聯盟青少年花式溜冰大獎賽克羅埃西亞站 | 1 70.78  | 1 130.37  | 1 201.15     |
| 2009年9月9-13日       | 國際滑冰聯盟青少年花式溜冰大獎賽波蘭站       | 1 66.77  | 1 131.88  | 1 198.65     |
| 2008–2009             |                                              |          |           |              |
| 比賽日期              | 賽事名稱                                     | SP 短曲  | FS 長曲   | 總分         |
| 2009年2月23日-3月1日  | 世界青年花式滑冰錦標賽                       | 11 58.18 | 13 103.59 | 12 161.77    |
| 2008年12-25-27日      | 日本花式滑冰錦標賽                           | 8 64.50  | 5 117.15  | 8 181.65     |
| 2008年11月21-23日     | 日本青年花式滑冰錦標賽                       | 4 57.25  | 1 124.92  | 1 182.17     |
| 2008年9月3-7日        | 國際滑冰聯盟青少年花式溜冰大獎賽義大利站     | 6 51.06  | 4 95.62   | 5 146.68     |
| 2007–2008             |                                              |          |           |              |
| 比賽日期              | 賽事名稱                                     | SP 短曲  | FS 長曲   | 總分         |
| 2007年11月24-25日     | 日本青年花式滑冰錦標賽                       | 7 49.55  | 1 111.47  | 3 161.02     |
| 2006–2007             |                                              |          |           |              |
| 比賽日期              | 賽事名稱                                     | SP 短曲  | FS 長曲   | 總分         |
| 2006年11月25-26日     | 日本青年花式滑冰錦標賽                       | 18 38.80 | 4 90.16   | 7 128.96     |

## 表演曲目

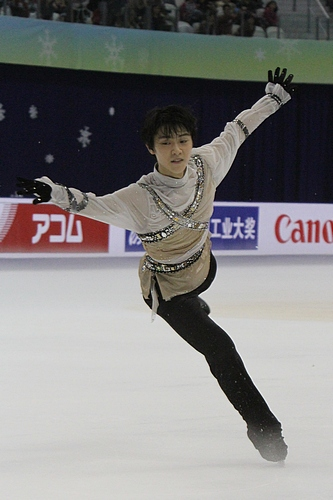
羽生結弦於2011年国际滑冰联盟花样滑冰大奖赛中国站

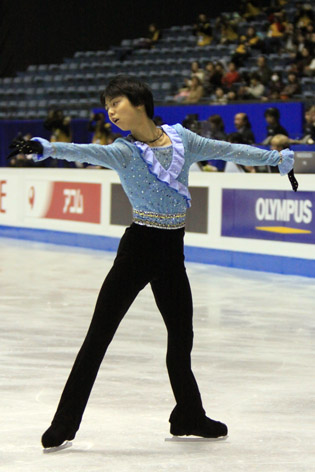
羽生結弦於2009年青少年花样滑冰大奖赛总决赛

男子花样滑冰比赛节目由短节目（short program）与自由滑（free skate）组成，表演滑（exhibition）则用于比赛后成绩较好的选手的答谢表演以及选手参加的各类商业演出。一般地，短节目与自由滑曲目不会连续使用超过两个赛季，表演滑则无此限制。同时，花样滑冰选手的节目通常没有专门的名称，一般直接用所选的曲目名称或曲目所属的电影、音乐剧等作品的名称称呼整套表演。
| 赛季      | 短节目 | 自由滑 | 表演滑 |
| --------- | --- | --- | --- |
| 2021 - 22 | 《引子與迴旋隨想曲》 作曲: 卡米爾·聖桑 编舞：傑佛瑞·布特爾                                                      | 《与天共地》 大河剧《天与地》选曲 作曲：富田勳 编舞：Shae-Lynn Bourne | 《春よ、来い》 （春天，來吧） 演奏：清塚信也 作曲：松任谷由実 编舞：大衛·威爾森 |
| 2020 - 21 | 《Let me entertain you》 原唱: 罗比·威廉姆斯 编舞：傑佛瑞·布特爾                                                | 《与天共地》 大河剧《天与地》选曲 作曲：富田勳 编舞：Shae-Lynn Bourne | 《花は咲く》 （花開） 作曲：菅野洋子 编舞：阿部奈奈美 |
| 2019 - 20 | 《Otoñal》 作曲：Raúl Di Blasio 编舞：傑佛瑞·布特爾 《叙事曲作品1第23号》 作曲：肖邦 编舞：傑佛瑞·布特爾        | 《Origin》 来自于Strings 'n' Beats 选曲 作曲：Edvin Marton 编舞：Shae-Lynn Bourne 《SEIMEI》 電影《陰陽師》(2001)选曲 作曲：梅林茂 编舞：Shae-Lynn Bourne                      | 《巴黎散步道》 作曲： Gary Moore 编舞：傑佛瑞·布特爾 《春よ、来い》 （春天，來吧） 演奏：清塚信也 作曲：松任谷由実 编舞：大衛·威爾森 《Notte Stellata (The Swan)》 原唱：美聲少年 编舞：大衛·威爾森 《SEIMEI》 電影《陰陽師》(2001)选曲 作曲：梅林茂 编舞：Shae-Lynn Bourne 《Hope & Legacy》 （希望與遺贈） View of Silence 作曲： 久石让 编舞：Shae-Lynn Bourne |
| 2018 - 19 | 《Otoñal》 作曲：Raúl Di Blasio 编舞：傑佛瑞·布特爾                                                             | 《Origin》 来自于Strings 'n' Beats 选曲 作曲：Edvin Marton 编舞：Shae-Lynn Bourne                                                                                              | 《春よ、来い》 （春天，來吧） 演奏：清塚信也 作曲：松任谷由実 编舞：大衛·威爾森 |
| 2017–18   | 《叙事曲作品1第23号》 作曲：肖邦 编舞：傑佛瑞·布特爾                                                            | 《SEIMEI》 電影《陰陽師》(2001)选曲 作曲：梅林茂 编舞：Shae-Lynn Bourne | 《Notte Stellata (The Swan)》 原唱：美聲少年 编舞：大衛·威爾森 |
| 2016-17   | 《Let's Go Crazy》 原作：Prince 编舞：傑佛瑞·布特爾                                                             | 《Hope & Legacy》 （希望與遺贈） 久石让合集 作曲 久石让 编舞：Shae-Lynn Bourne                                                                                                 | 《Notte Stellata (The Swan)》 原唱：美聲少年 编舞：大衛·威爾森 |
| 2015–16   | 《叙事曲作品1第23号》 作曲：肖邦 编舞：傑佛瑞·布特爾                                                            | 《SEIMEI》 電影《陰陽師》(2001)选曲 作曲：梅林茂 编舞：Shae-Lynn Bourne | 《天与地的安魂曲》 东日本大地震安魂曲 (3.11) 作曲：松尾泰伸 编舞：宮本賢二 |
| 2014–15   | 《叙事曲作品1第23号》 作曲：肖邦 编舞：傑佛瑞·布特爾                                                            | 音乐剧《歌剧魅影》选曲 作曲：安德鲁·劳埃德·韦伯 编舞：Shae-Lynn Bourne | 《花は咲く》 （花開） 作曲：菅野洋子 编舞：阿部奈奈美 《The Final Time Traveler》 （最后的时间旅人） 原唱：莎拉﹒歐蘭 编舞：宫本贤二 《巴黎散步道》 作曲： Gary Moore 编舞：傑佛瑞·布特爾 |
| 2013–14   | 《巴黎散步道》 作曲： Gary Moore 编舞：傑佛瑞·布特爾                                                            | 电影《罗密欧与朱丽叶》(1968)选曲 作曲：尼諾·羅塔 编舞：大衛·威爾森 | 《Kissing you》 （吻你） （来自电影《罗密欧与朱丽叶》(1996)） 作曲：克雷格·阿姆斯特朗 - 《Escape》（逃） （来自电影Plunkett & Macleane） 作曲：克雷格·阿姆斯特朗 编舞：阿部奈奈美 《White Legend》 （白色传说） （来自芭蕾舞剧天鹅湖） 作曲：柴可夫斯基 编曲、演奏： 川井郁子 编舞：阿部奈奈美 《练习曲作品8第12号「悲怆」》 作曲：斯克里亚宾 编舞：阿部奈奈美 音乐剧《鐘樓怪人》选曲 作曲：里卡多·柯强特 编舞：大衛·威爾森 《Story》（故事） 原唱：AI 编舞：宫本贤二 |
| 2012–13   | 《巴黎散步道》 作曲： Gary Moore 编舞：傑佛瑞·布特爾                                                            | 音乐剧《鐘樓怪人》选曲 作曲：里卡多·柯强特 编舞：大衛·威爾森 | 《Hello, I love you》（你好，我爱你） 原作：門戶樂團 混音：Adam Freeland 编舞：科特·布朗宁 《花になれ》 （幻化成花） 作曲：指田郁也 编舞：宫本贤二 |
| 2011–2012 | 《练习曲作品8第12号「悲怆」》 作曲：斯克里亚宾 编舞：阿部奈奈美                                                 | 《Kissing you》（吻你） （来自电影《罗密欧与朱丽叶》(1996)） 作曲：克雷格·阿姆斯特朗 《Escape》（逃） （来自电影Plunkett & Macleane） 作曲：克雷格·阿姆斯特朗 编舞：阿部奈奈美 | 《White Legend》 （白色传说） （来自芭蕾舞剧天鹅湖） 作曲：柴可夫斯基 编曲、演奏： 川井郁子 编舞：阿部奈奈美 《Somebody to Love》 原作：贾斯汀·比伯 编舞：阿部奈奈美 |
| 2010–11   | 《White Legend》（白色传说） （来自芭蕾舞剧天鹅湖） 作曲：柴可夫斯基 编曲、演奏： 川井郁子 编舞：阿部奈奈美     | 《流浪者之歌》 作曲：帕布罗·德·萨拉萨蒂 编舞：阿部奈奈美 | 《Vertigo》 作曲：U2乐团 编舞：阿部奈奈美 |
| 2009–10   | 《The Bait》（诱饵） 《Bare Island》（荒岛） （来自电影《不可能的任務2》原声） 作曲：漢斯·季默 编舞：阿部奈奈美 | 《帕格尼尼主题狂想曲》 作曲：谢尔盖·拉赫玛尼诺夫 编舞：阿部奈奈美 | 《Change》 作曲：猴子把戏 与 吉田兄弟 编舞：阿部奈奈美 |
| 2008–09   | 《Bolero》（波麗露） (来自电影《红磨坊》) 作曲：Steve Sharples 编舞：阿部奈奈美                                 | 《帕格尼尼主题狂想曲》 作曲：谢尔盖·拉赫玛尼诺夫 编舞：阿部奈奈美 | 《Change》 作曲：猴子把戏 与 吉田兄弟 编舞：阿部奈奈美 |
| 2007–08   | 《Sing, Sing, Sing》 作曲：Louis Prima 编舞：阿部奈奈美                                                         | 《火鸟》 作曲：伊戈尔·斯特拉文斯基 编舞：阿部奈奈美 | 《Amazonic》 作曲：马克西姆·姆尔维察 《骷髅之舞》 作曲：卡米爾·聖桑 |
| 2006–07   | | 《Storm》 《Kismet》 作曲：BOND 编舞：阿部奈奈美 | |
| 2005-06   | | 電影《第七號情報員續集(From Russia With Love)》(1963)選曲 編舞：都築章一郎 | |
| 2004-05   | 電影《萬夫莫敵(Spartacus)》(1960)選曲 編舞：都築章一郎                                                          | 電影《第七號情報員續集(From Russia With Love)》(1963)選曲 編舞：都築章一郎 | |

## 榮譽

### 日本政府
- 紫綬褒章（2014年[100][101]、2018年[102]）

- 國民榮譽獎 （2018年 [103]）

### 日本奧林匹克委員會
- JOC運動賞 新人賞（2009年）、最優秀賞（2013年）[104]、特別功勞賞（2015年）[105]、特別榮譽賞（2017）[106]
- 奧林匹克特別賞（2014年、2018年）

### 日本滑冰聯盟
- JOC杯及優秀選手章  2011年(平成23年)(東京運動記者クラブスケート分科会特別賞)[107]、2012年[108]、2013年（JOC杯）[109]、2014年（JOC杯）[110]、2015年（JOC杯）[111]、2016年（JOC杯）[112]、2017年（JOC杯）[113]、2018年[114]、2019年（令和元年）（JOC杯）[115]、2020年(令和2年)[116]、2021年(令和3年)https://www.skatingjapan.or.jp/assets/file/jsf/03yuushu.pdf （页面存档备份，存于）、2022年(令和4年)（特別功勞賞）https://www.skatingjapan.or.jp/assets/file/jsf/04yuushu.pdf （页面存档备份，存于）

### 大眾傳播
- 東京運動記者俱樂部：特別賞（2012年）、スケーター・オブ・ザ・イヤー（2014年）[117]
- 東北運動記者会：體育大賞（2011年、2013年、2014年[118]、2018[119]）
- 朝日新聞社：「朝日體育賞」(2014年)[120]
- 讀賣新聞社：第64回，第68回「日本體育賞」グランプリ（2014年）[121] （2018年）
- 毎日新聞社：第22回「毎日體育人賞」グランプリ（2014年）[122]
- Sports Graphic Number：第33回「Number MVP賞]」（2014年）[123]
- 朝日電視台：第49，50，51，52，53回「大體育賞」（2014年）[124] （2015年）（2016年）（2017年）（2018年）
- 河北新報社：第64回「河北文化賞」（2014年）[125]
- 中日新聞社：第29回「中日體育賞」（2015年）[126]*
- 日本新聞協會：HAPPY NEWS 2017之「HAPPY NEWS PERSON賞」（2018年4月6日）[127]
- 第70屆菊池寬獎（2022年）[128]

### 自治體
- 宮城縣「縣民榮譽賞」（2014年[129]、2018)
- 宮城縣議会「議長特別表彰」（2014年、2018年）
- 仙台市議会「仙台市議会議長特別表彰」（2018年）
- 仙台市「賛辞の楯」（2014年[130]、2018年）
- 仙台市「體育大賞」[131]（2009年[132][133]、2011年[134]、2012年[135]、2013年[136]）

### 世界紀錄
- 金氏世界紀錄大全：世界花式溜冰短曲世界最高分（2014年）[137]、世界花式溜冰短曲、長曲和總分世界最高分（2016年）[138]

### 國外
- NBC Sports: 奧運冬季項目2010後10年間最具統治力十大運動員（2019年）
- 勞倫斯世界體育獎：最佳復出獎提名（2019年）[139]
- ESPN: 百大運動員排行榜第64位（2019年)(社交媒體粉絲數0，無公開社交媒體帳號，仍入選此排行榜）
- ESPN: 精選世界最具主宰力20位運動員第11位（2018年）
- ESPN: 百大運動員排行榜第70位（2018年）
- 新華社: 中國新華社體育部2018年/2020年國際十佳運動員
- AIPS: 在國際體育新聞協會（AIPS）選出的1924年至2024年100年間「最傑出的10男性運動員」中位列第6名，此次評選由來自137個國家的913名體育記者參與投票，旨在慶祝過去一個世紀中運動員對全球體育和文化的深遠影響；羽生結弦為唯一入選的亞洲及冬季項目選手（2024年8月7日）https://www.aipsmedia.com/aips/pages/articles/2024/35697.html? （页面存档备份，存于）

## 社會活動
- 2012年4月20日，羽生结弦发行自传第一部，苍之炎。并将所有版税（截至2017年約1164萬日元）全部捐赠仙台冰场。
- 2014年4月將索契冬季奧林匹克男子花式滑冰的金牌獎勵金共600萬日元，各捐贈300萬日元於宮城縣及仙台市，指名做為推動東日本震災復興用途。
- 2014年4月26日，由日本宫城县和仙台市政府举办盛大游行活动，为在2014年索契冬奥会上勇夺日本首枚花样滑冰男子单人滑项目金牌的羽生结弦庆祝，大约有92000名市民到场观看。该活动相關所得盈餘約740萬日元全部捐給宮城县滑冰联盟。
- 2014年7月16日，发行首张记录了他相关采访和2010年至2014年期间的表演录像的DVD《觉醒之时》, 发售第一周就创下2.1万张的记录。
- 2014年-2019年，羽生结弦连续六年参加24小时电视 “爱心救地球”直播活动，并亲自造访福岛北海道等灾区，传达灾区现状，筹措捐款。
- 2015年-2017年，羽生结弦连续三年担任日本红十字宣传大使，并拍摄公益广告，参与献血宣传活动。
- 2015年8月，羽生结弦几乎零报酬的友情参与了电影「殿下、给您利息！」的拍摄在其中扮演藩主伊达重村，會願意參與，是为了幫家乡仙台做宣传。该电影次年5月在日本上映。
- 2015年12月，发行了羽生结弦和荒川静香表演《花は咲く》的纪实DVD，销售部分捐赠给日本奥林匹克委员会以支援灾区体育运动。
- 2015年12月31日，羽生结弦作为嘉宾评审员参加了日本新年的传统红白歌会，并且参加了特别企划震灾以来5年 “花は咲”的合唱环节表演。
- 2016年1月，羽生结弦参与了东日本大地震5周年nhk杯特别冰演，冰演收入全部赠与灾区，并在冰演期间造访灾区学校和面包店表达支持。
- 2016年3月，羽生结弦参与了东日本大地震5周年特别节目教科书裡学不到的灾害，造访了地震时的避难所并回忆还原了当时的情景追思，鼓励灾区人民。
- 2016年7月5日，羽生结弦發行第二部自传，苍之炎2。并再次将所有版税全部捐赠给仙台冰场（截至2017年約1367萬日元）。
- 2017年4月16日，羽生结弦参加了仙台花样滑冰纪念碑揭幕仪式并为自己的纪念碑揭幕发言。
- 2018年4月22日將平昌冬季奧林匹克男子花式滑冰蟬聯2連霸的金牌獎勵金共1000萬日元，各捐贈500萬日元於宮城縣及仙台市，指名做為推動東日本震災復興用途。[140]。
- 2018年4月22日，由日本宫城县和仙台市政府举办羽生结弦选手二连霸庆祝游行，大约有10万8000名市民及各地粉丝到场观看，並當日電視直播收視率約47%。该活动相關所得盈余約2200萬日元，同2014年，全部捐給宮城縣滑冰聯盟。
- 2018年4月到8月在日本全國7處舉辦「感謝應援！羽生結弦展」（讀賣新聞公司主辦）的商品銷售收益4278萬日元，與羽生結弦選手（ANA）討論後，決定各1000萬日元捐至東日本大震災受害嚴重的宮城、岩手與福島，其餘費用通過日本紅十字會送到北海道地震和西日本暴雨、熊本地震等受災地。
- 2019年4月20日，羽生结弦参加了仙台市政府为表彰奥运两连霸为其树立的第二块纪念碑的设计发表仪式。
- 2019年9月25日，发行了第二张纪录片和相关节目影像的DVD《进化之时》，收录了从2014年、2015年的全日锦标赛长短节目开始、到不断更新自己保持的世界记录的2015年NHK杯、大奖赛总决赛、博得全世界喝彩的2018平昌冬奥会长短节目等等，共15场华丽的表演，自2014年至2018年的珍贵的影像。发行首周蓝光销量2.8万张为当周首位，并打破了自己2014年创下的体育相关的蓝光作品记录为历代最高。
- 2019年羽生結弦311SMILE表情包收益約3385萬日元，全額捐贈給日本財團的災害復興支援特別基金。[141]
- 版稅持續捐給仙台冰場（Icerink Sendai），截至2021年3月10日的累計金額約3144萬日元。[27]
- 2020年10月24日，讀賣新聞「線上羽生結弦展2019-2020」的周邊銷售，收益中的2780萬4540日元捐贈給由讀賣新聞社和讀賣光與愛事業集團開設的“全國新冠病毒醫療福利支持基金”。之後在「羽生結弦展2022」周邊收益中，捐贈了8594萬日元並建立「大規模災害支援基金」。2022年2月17日從基金中捐出1000萬日元，用於土耳其大地震的救援和復興工作。2024年1月4日，捐出1000萬日元予石川縣，用於支援於2024年1月1日地震的災民和當地的復興工作。
- 多次参加各种公益活动，并捐出簽名冰鞋，签名衣等将拍卖所得捐赠灾区。
- 羽生结弦代言并拍摄过的CM有乐天，东京西川，巴斯克林，宝洁，味之素，怪物猎人，雪肌精等。2024年3月14日Gucci宣布羽生結弦成為其品牌代言人。
- 多次捐款予其平日練習的據點仙台冰場（Icerink Sendai）[142]，截至2024年5月累計8733萬日元（除了自傳的版稅），支持冰場的維護和改修費用。

## 外部連結
维基共享资源上的相關多媒體資源：羽生結弦
- YouTube上的HANYU YUZURU頻道

- 羽生結弦Official_Staff的Instagram帳戶
- 羽生結弦Official_Staff的X（前Twitter）
- Prologue Official Twitter的X（前Twitter）
- Prologue Official Web （页面存档备份，存于）
- GIFT Official Twitter的X（前Twitter）
- 絵本GIFT Twitter的X（前Twitter）
- GIFT Official Web （页面存档备份，存于）
- Notte Stellata Official Twitter的X（前Twitter）
- Notta Stellata Official Web（页面存档备份，存于）
- RE_PRAY Official Twitter的X（前Twitter）
- RE_PRAY Official Web （页面存档备份，存于）
- Continues with Wings Official Twitter的X（前Twitter）
- Continues with Wings Official Web （页面存档备份，存于）
- 全日空所屬贊助運動員 羽生結弦 （页面存档备份，存于）
- 全日空所屬運動員 羽生結弦，存档于（存檔日期 September 24, 2022）（页面存档备份，存于）

- 羽生結弦在国际滑冰联盟的页面
- Yuzuru Hanyu在Olympics.com
- YouTube上的パンダライオン - 夢に描くキセキ ： 羽生結弦應援PROJECT「仙台が繋いだキズナ」
- 日本滑冰聯盟個人簡介，存档于（存檔日期 July 4, 2022）
- 羽生結弦PROGRAM CONCERT〜Music with Wings〜，存档于（存檔日期 September 23, 2021）
- Yuzuru Hanyu 官方網站，存档于（存檔日期 April 10, 2012）（休止中）